# Królewiec
Królewiec (ros. Калининград, Kaliningrad; dawn. niem. Königsberg) – miasto w Rosji, przy ujściu Pregoły do Zalewu Wiślanego, stolica obwodu królewieckiego. Ważny morski port handlowy i wojenny, połączony torem wodnym z otwartym Morzem Bałtyckim i awanportem Bałtyjsk, a także ośrodek przemysłu środków transportu, maszynowego, celulozowo-papierniczego i rybnego. Węzeł kolejowy, miasto obsługiwane jest przez port lotniczy w pobliskim Chrabrowie. Liczne szkoły wyższe (m.in. uniwersytet i uniwersytet techniczny). W 2021 liczyło 493,2 tys. mieszkańców.

## Położenie
Królewiec leży na Półwyspie Sambijskim u ujścia Pregoły do Morza Bałtyckiego, 35 km od granicy polskiej, 70 km od granicy litewskiej i 1289 km od Moskwy. Historycznie leży na terenie Prus Dolnych i Sambii.

## Nazwa

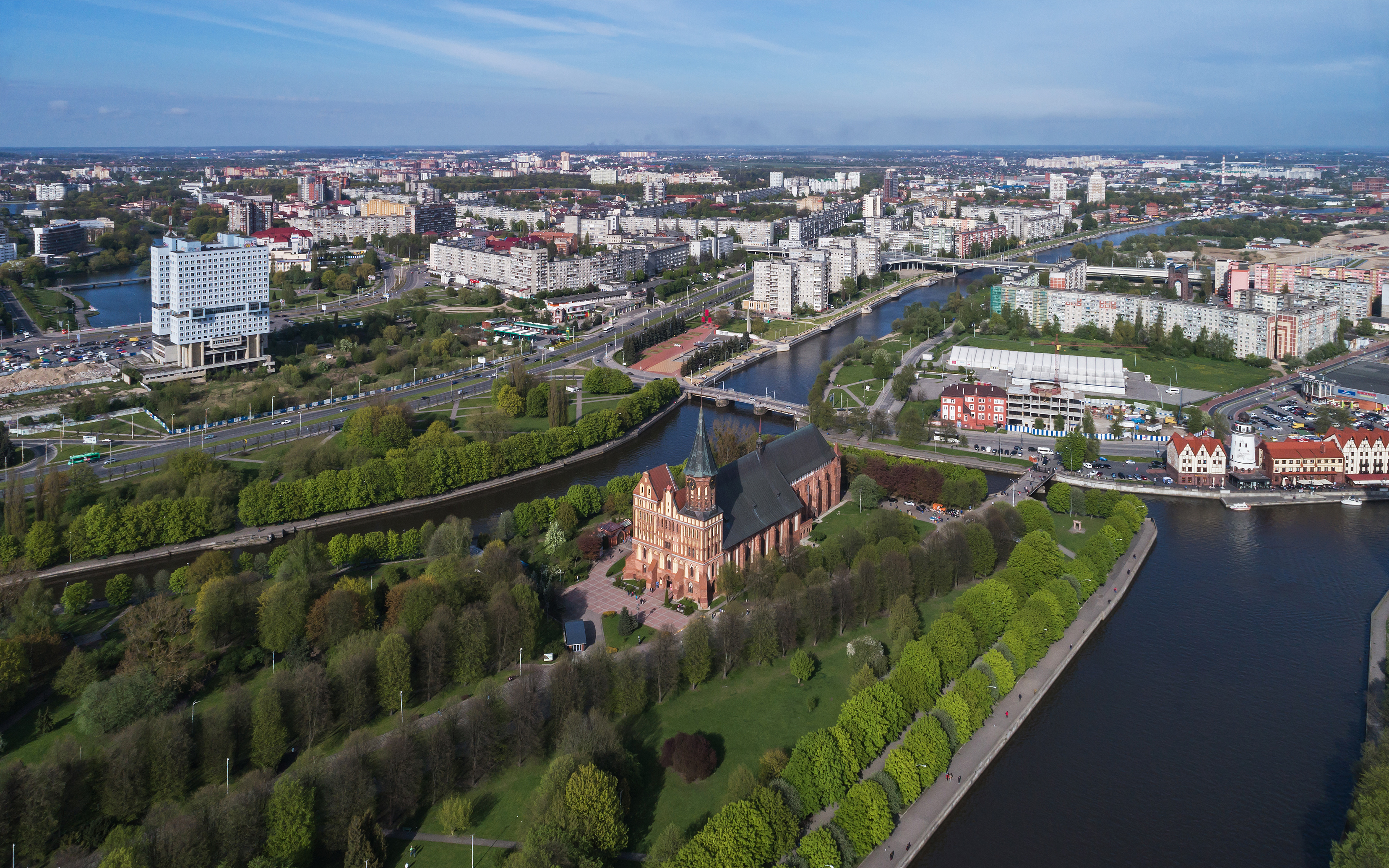
Panorama centrum miasta z Katedrą Matki Bożej i św. Wojciecha

Pierwotnie pruska osada nosiła do XIII w. nazwę Tuwangste. W 1255 na miejscu zdobytej osady krzyżacy wybudowali zamek Regiomontium. Nowa łacińska nazwa oznaczała „królewską górę”, którą zgodnie z tradycją nadano na cześć Przemysła Ottokara II, króla Czech. Od łacińskiej nazwy pochodzi również niemiecka nazwa Königsberg, polska nazwa to Królewiec. Do XVI w. występował także inny wariant polskiej nazwy – Królówgród. W starych rosyjskich latopisach występuje pod nazwą Королевец (translit. Korolewiec), ewentualnie w wariantach. W pozostałych językach: niem. Königsberg, prus. Kunnegsgarbs, cz. Královec, lit. Karaliaučius, kaszub. Króléwc.
Po zdobyciu miasta przez Armię Czerwoną niemiecką nazwę pozostawiono, jedynie zapisując ją cyrylicą jako Кёнигсберг (druk. Кенигсберг). 4 lipca 1946 urzędową nazwę miasta zmieniono na Kaliningrad (Калининград) (translit. Kaliningrad), na cześć zmarłego w 1946 Michaiła Kalinina. Nazwa Kaliningrad była zalecana przez Komisję Standaryzacji Nazw Geograficznych poza Granicami RP. Część Polaków preferowała jednak tradycyjną nazwę, jako że Królewiec jest częścią polskiego dziedzictwa kulturowego – był stolicą Prus Książęcych, będących lennem Polski – Kaliningrad zaś jest nazwą narzuconą przez komunistyczne władze ZSRR. Kontrowersje budzi też postać patrona miasta, Michaiła Kalinina, który jest współwinnym zbrodni katyńskiej.
Od czasów pierestrojki, kiedy zaczęto nagłaśniać rolę Michaiła Kalinina w zbrodniach stalinowskich, z różnym nasileniem dyskutowana jest kwestia zmiany nazwy miasta. W 1988 zarekomendowano usunięcie z przestrzeni publicznej nazw go upamiętniających, w tym przywrócenie dawnych nazw miastom Korolewiec, Twer oraz Korolow, jednak do skutku doszły zmiany tylko tych dwóch ostatnich.
W 2004, gdy organizowano uroczystości 750-lecia założenia miasta, odbyła się dyskusja na temat zmiany jego nazwy. Wówczas minister kultury Rosji Michaił Szwydkoj stwierdził, że nikomu nie powinno przeszkadzać przywrócenie miastu historycznej nazwy, oraz zapowiedział, że rozpoczęto planowanie całkowitej odbudowy zniszczonego w czasach sowieckich zamku królewskiego. W 2011 gubernator obwodu królewieckiego Nikołaj Cukanow podczas posiedzenia komitetu współpracy parlamentarnej UE – Rosja oświadczył, że nie wyklucza organizacji referendum na temat zmiany nazwy, podkreślił jednak opór starszego pokolenia. Również przewodniczący królewieckiego okręgu miejskiego Aleksandr Jaroszuk nie wykluczył zmiany nazwy, ale w dalszej przyszłości.
Pod koniec 2012 lokalni aktywiści skupieni wokół forum „Amberkant” podjęli się stworzenia petycji do władz obwodowych o zmianę nazwy miasta na Königsberg, powołując się na historyczne i kulturowe związki Rosji i Rosjan z Königsbergiem oraz podkreślając rolę Kalinina w zbrodniach stalinizmu. Pod petycją podpisało się 400 tysięcy osób z całej Rosji, co wywołało krytykę inicjatywy ze strony jej przeciwników i burzliwą dyskusję w Internecie. W efekcie powołano grupę ds. opracowania przepisów ws. wyrażenia przez ludność opinii co do zmiany nazw obiektów geograficznych, jednak ostatecznie nie podjęto żadnych decyzji.
9 maja 2023 roku Komisja Standaryzacji Nazw Geograficznych poza Granicami Rzeczypospolitej Polskiej opublikowała uchwałę, którą podjęła 12 kwietnia na 125. posiedzeniu, na mocy której jako nazwy miasta zaleca się stosowanie w języku polskim tradycyjnej nazwy Królewiec, niezalecane jest tym samym używanie dotychczasowej nazwy Kaliningrad (i konsekwentnie nazwy obwodu królewieckiego w miejsce obwodu kaliningradzkiego).
Decyzja o zmianie nazwy spotkała się z krytyką Federacji Rosyjskiej. Rzecznik prasowy prezydenta, Dmitrij Pieskow, określił ją mianem "szaleństwa" i "wrogiego ataku", a rzecznik władz obwodu królewieckiego, Dmitrij Łyskow, uznał za "insynuację" oraz wskazał, że "oficjalna nazwa miejscowości to Kaliningrad".

## Historia

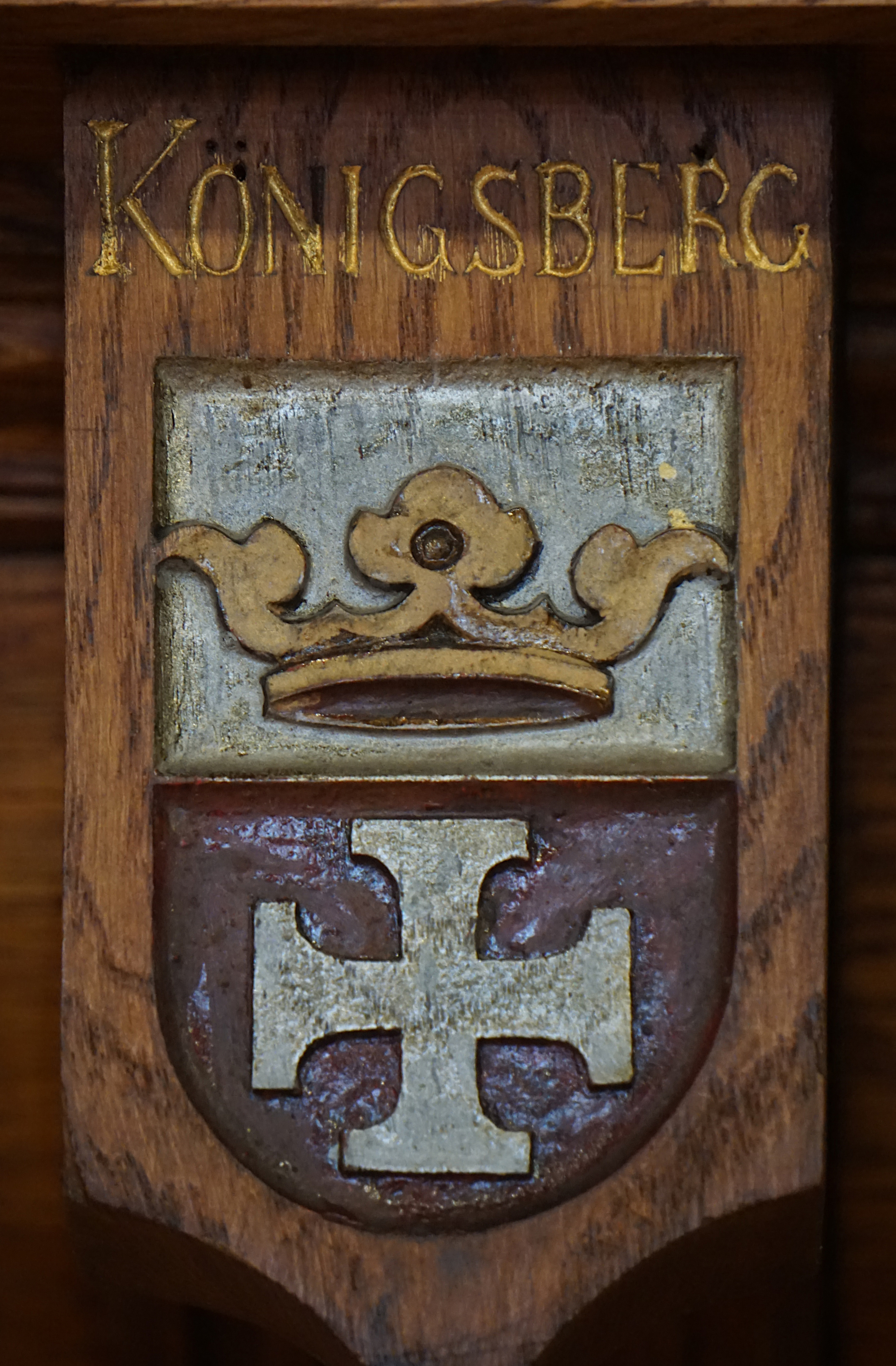
Dawny herb Królewca w sali plenarnej staromiejskiego ratusza w Gdańsku

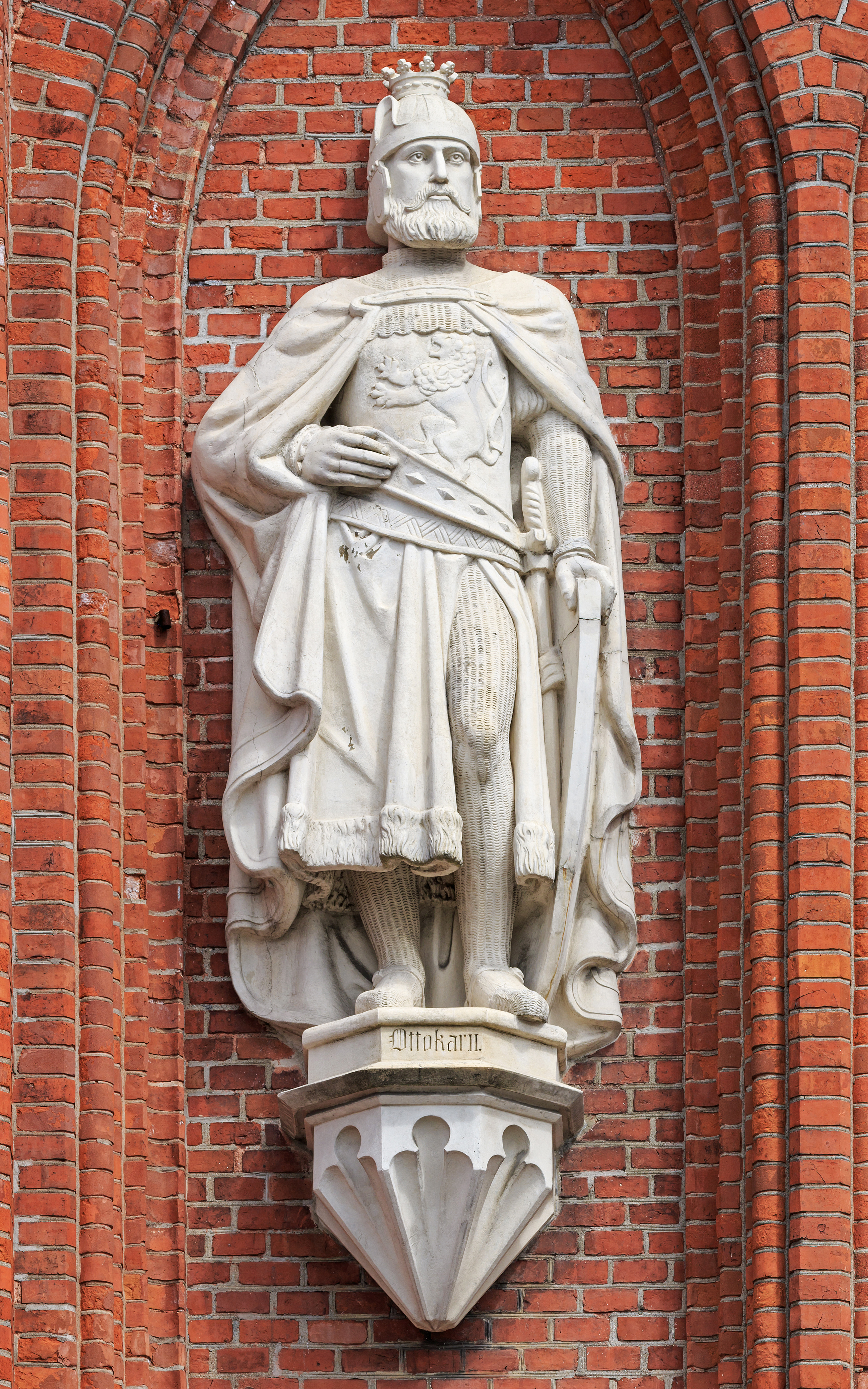
Posąg króla czeskiego Przemysła Ottokara II, zdobiący Bramę Królewską

### Pod rządami zakonu krzyżackiego
Miasto zostało założone w 1255 przez Krzyżaków (na miejscu pruskiej osady Tuwangste) na cześć czeskiego króla Przemysła Ottokara II, który stanął na czele wojsk krzyżackich podczas ich kolejnej wyprawy przeciwko Prusom. Krzyżacy postawili zamek, a w 1256 nazywano go zamek Królewska Góra w Sambii (castrum de Coningsberg in Zambia), po łacinie – Mons Regius (później Regiomontium).
Miasto weszło w skład państwa krzyżackiego, zostając stolicą diecezji sambijskiej, jednej z czterech diecezji na obszarze Prus. Królewiec był też głównym miastem Prus Dolnych, części państwa krzyżackiego zarządzanej przez wielkiego marszałka zakonu (zastępcę wielkiego mistrza i jednocześnie komtura królewieckiego). Podczas drugiego powstania pruskiego w 1262 roku miasto uległo pożarowi.
Zakon ostatecznie podbił Prusów w 1273 i przystąpił do rozbudowy miasta. Było to możliwe dzięki przekazaniu zakonowi przez biskupa sambijskiego Henryka von Stritberga swojej części miasta. W 1312 zamek królewiecki stał się rezydencją wielkiego marszałka zakonu. Na przełomie XIII i XIV wieku kapituła sambijska wybudowała nowy kościół katedralny pod wezwaniem św. Wojciecha.
Rozwój osady zmusił zakon do podniesienia zamkowego osiedla wokół młyna do rangi miasta. 27 maja 1300 nadano prawa miejskie Nowemu Miastu (Nova Civitas), które jednak z czasem przejęło nazwę od pobliskiej wsi Lipnik. W 1478 r. Niemcy po raz pierwszy zapisali ją jako Löbenick, następnie mówiono Löbenicht i od tych nazw powstała druga wersja polska – Lewenik. W 1322 r. zakon pod warunkiem wybudowania mostu na Pregole przyznał kapitule wschodnią część wyspy Knipawa. Tam biskup rozpoczął budowę nowej katedry. W 1327 wielki mistrz Werner von Orseln nadał Knipawie przywileje miejskie. Miasto miało się nazywać Vogtswerder (wyspa wójta); pisano też Pregelmünde (Pregołoujście), ale zwyciężyła nazwa pierwotna – Knipawa (Kneiphof). Stare Miasto i Knipawa należały do Hanzy, a od 1440 do Związku Pruskiego.

Akt oddania się stanów pruskich królowi Polski Kazimierzowi IV Jagiellończykowi i Koronie Królestwa Polskiego, 15 kwietnia 1454, Archiwum Główne Akt Dawnych

4 lutego 1454 roku wybuchło w Prusach powszechne powstanie przeciwko Zakonowi. 56 miast i zamków, w tym i Królewiec oraz stany pruskie wypowiedziały posłuszeństwo Krzyżakom. Wśród czterech nowych województw pruskich Król Polski Kazimierz IV Jagiellończyk utworzył województwo królewieckie, którego stolicą został Królewiec i włączył je do Polski. Pierwszym i jedynym wojewodą królewieckim był Ścibor Bażyński. Jednak po klęsce pod Chojnicami poniesionej przez polskie wojska (18 września 1454) udało się krzyżakom szybko odbudować swe wpływy w regionie. M. in. 23 marca 1455 r. wzniecili oni bunt w Królewcu, dzięki czemu 12 kwietnia 1455 dzielnice Stare Miasto i Lipnik powróciły pod władzę zakonu krzyżackiego, a województwo przestało istnieć. Wierną królowi pozostała tylko portowa Knipawa, broniąca się przez kilka miesięcy. Ale ostatecznie, nie uzyskawszy znikąd pomocy, uległa i ona, poddając się na honorowych warunkach 14 lipca 1455 r.
Podczas wojny trzynastoletniej od 1457 Królewiec był siedzibą wielkiego mistrza krzyżackiego (przeniesiona z Malborka).

### Lenno Królestwa Polskiego
Od czasów II pokoju toruńskiego, w latach 1466–1525, miasto było stolicą zależnych od Korony Królestwa Polskiego Prus Zakonnych. W czasie wojny polsko-krzyżackiej 1519–1521 oblegane było w maju 1520 przez polskie wojska zaciężne pod wodzą hetmana wielkiego koronnego Mikołaja Firleja.
Po sekularyzacji zakonu krzyżackiego i hołdzie pruskim złożonym w 1525 przez wielkiego mistrza królowi Zygmuntowi Staremu miasto zostało stolicą Prus Książęcych, zależnych od króla polskiego jako lenno. Na znak zależności czarny pruski orzeł otrzymał koronę królewską na szyi i literę „S” od łacińskiego imienia króla Sigismundus (Zygmunt). Wkrótce rozpoczęła się w Prusach wojna religijna, w wyniku której religią panującą w państwie został luteranizm.

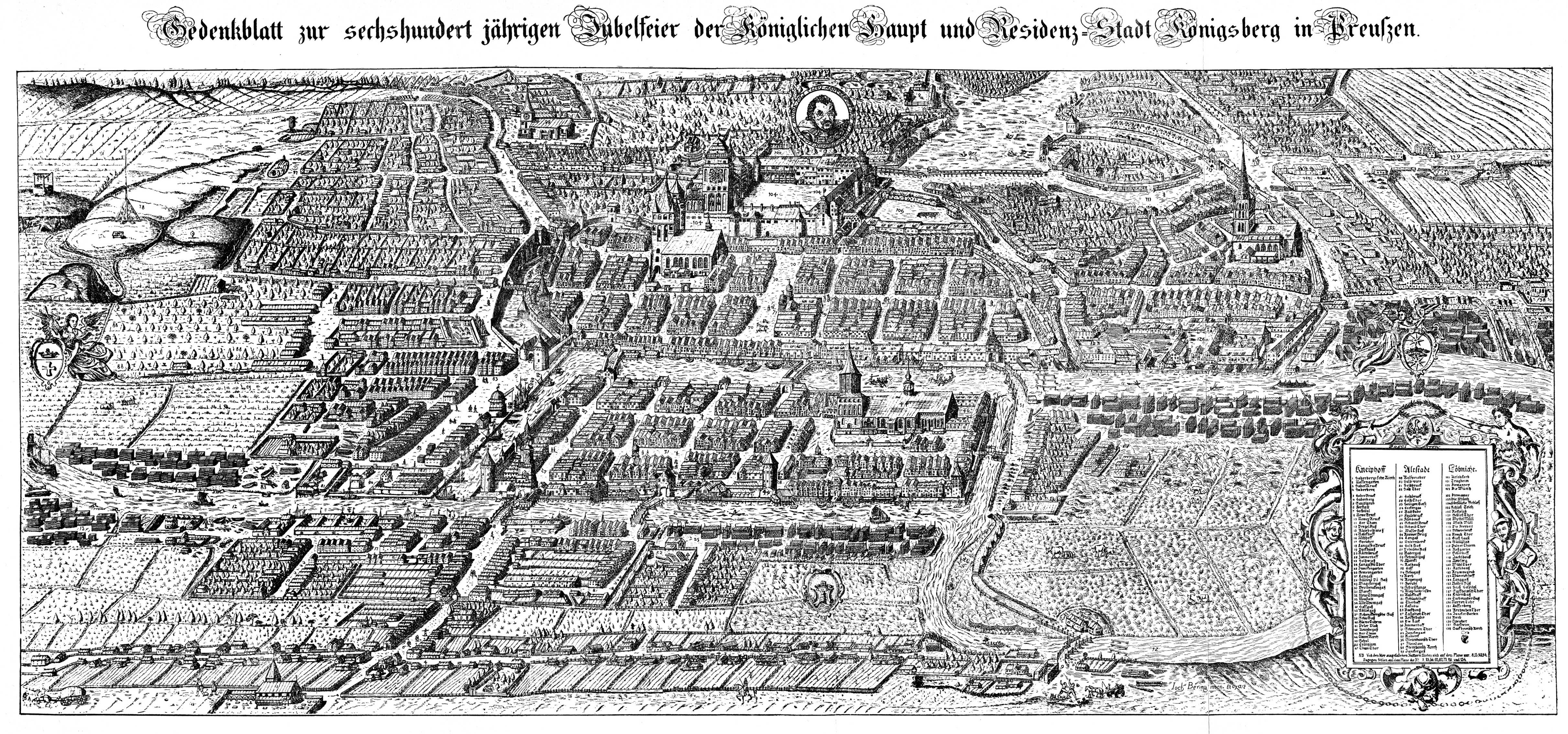
Królewiec ok. 1613

Królewiec był obok Wrocławia i Krakowa jednym z pionierskich ośrodków drukarstwa polskiego (patrz niżej), a w latach 1543–1552 w Królewcu i w Ełku wydano więcej książek w języku polskim niż w całej Rzeczypospolitej. W 1552 w mieście gościł król Polski Zygmunt II August.
W 1542 r. książę Albrecht Hohenzollern (siostrzeniec króla Zygmunta Starego) utworzył w Knipawie szkołę partykularną, w której przygotowywano kandydatów do studiów uniwersyteckich. Dynamicznie rozwijającą się szkołę książę przekształcił w 1544 w protestancką Akademię (Uniwersytet Albrechta w Królewcu, Albertina), uroczyście poświęconą 17 sierpnia, zaś kursy przygotowawcze przekształcono w Pedagogium, które istniało do 1617 r. Na prośbę Albrechta król Zygmunt August w 1560 obdarzył Akademię w Królewcu takimi samymi przywilejami, jakie posiadała Akademia Krakowska i od tego momentu uczelnia mogła nadawać stopnie naukowe.
Dzięki staraniom króla Zygmunta III i biskupa warmińskiego Szymona Rudnickiego (który nosił także tytuł biskupa sambijskiego) w latach 1614–1616 w Królewcu wzniesiono kościół katolicki, jednak na skutek protestów pobliskiej ewangelickiej gminy litewskiej, nie pozwolono wybudować wieży ani zawiesić dużego dzwonu.

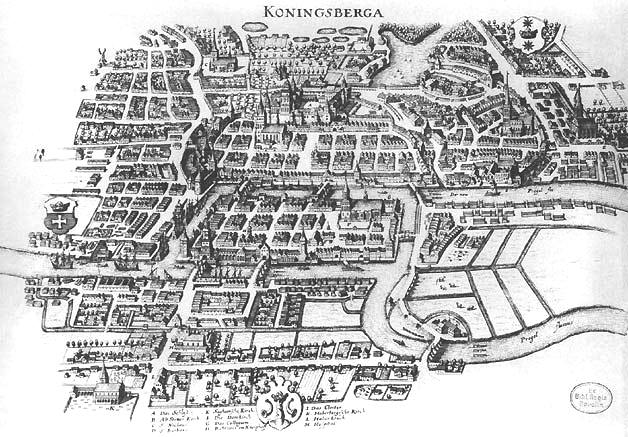
Królewiec ok. 1652

W latach 1635 i 1636 miasto odwiedził król Polski Władysław IV Waza, potwierdzając szereg przywilejów. Rezydował tam także Jerzy Ossoliński, pełniąc funkcję namiestnika królewskiego na region.
W 1618 r. Prusy Książęce przeszły we władanie elektorów Brandenburgii, a w 1657 uniezależniły się od I Rzeczypospolitej, mimo sprzeciwu stanów miejskich, które wciąż uznawały Królewiec za część Królestwa Polskiego. W 1662 elektor brandenburski wkroczył z wojskiem do miasta, po czym zmusił je do złożenia przysięgi wierności, jednakże kres prób powrotu pod zwierzchnictwo polskie nastąpił dopiero w 1674 (m.in. po porwaniu przez agentów elektorskich z Polski i straceniu w Kłajpedzie Krystiana Kalksteina). Mimo formalnego zerwania więzi z Polską, a następnie nacisku germanizacyjnego, element polski nadal był obecny.

### W Królestwie Prus i Cesarstwie Niemieckim

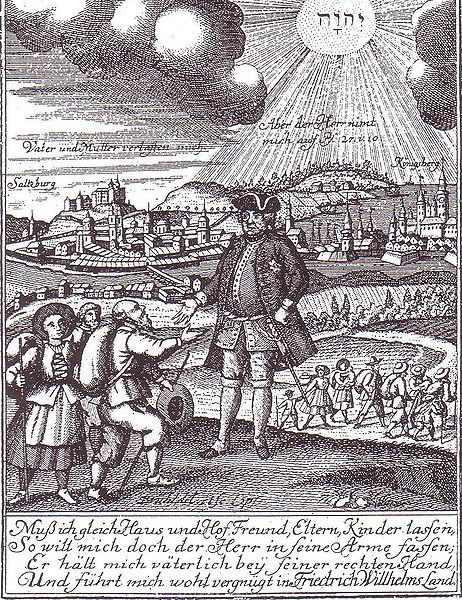
Król Fryderyk Wilhelm I sprowadza do Królewca 30 tysięcy osadników z księstwa Salzburga (grafika z 1742)

W 1701 r. elektor Brandenburgii koronował się w Królewcu na króla Prus jako Fryderyk I. Koronacja odbyła się w Prusach, gdyż nie były one częścią składową Świętego Cesarstwa Rzymskiego, tak więc tytuł króla w Prusach był łatwiejszy do zaakceptowania dla cesarza. W wyniku koronacji ziemie pod władzą elektorów brandenburskich stały się częścią nowego Królestwa Prus. Królewiec był tylko miejscem koronacji, stolica państwa pozostała w Berlinie.
Fryderyk Wilhelm I wydał 13 czerwca 1724 reglament ratuszowy, który scalał trzy miasta: Stare Miasto, Knipawę i Lipnik, wraz z należącymi do nich wolniznami (niem. Freiheiten), w jedno miasto Królewiec, którego oficjalna nazwa brzmiała odtąd: Królewsko-Pruskie Stołeczne i Rezydencjonalne Miasto Królewiec (niem. Königlich Preussische Haupt- und Residenzstadt Königsberg). Miasto otrzymało też nowy herb – z herbu Starego Miasta wzięto biały krzyż i koronę (na środku), herb Lipnika po prawej – korona między dwiema gwiazdami, po lewej herb Knipawy – korona wśród dwóch myśliwskich rogów. Wszystkie wizerunki łączył pruski orzeł w koronie książęcej na głowie i koroną królewską z inicjałami FW (Fryderyk Wilhelm) na piersi. Herbem tym posługiwano się tylko na pieczęci miejskiej i dopiero w 1906 stał się on oficjalnym herbem miasta.

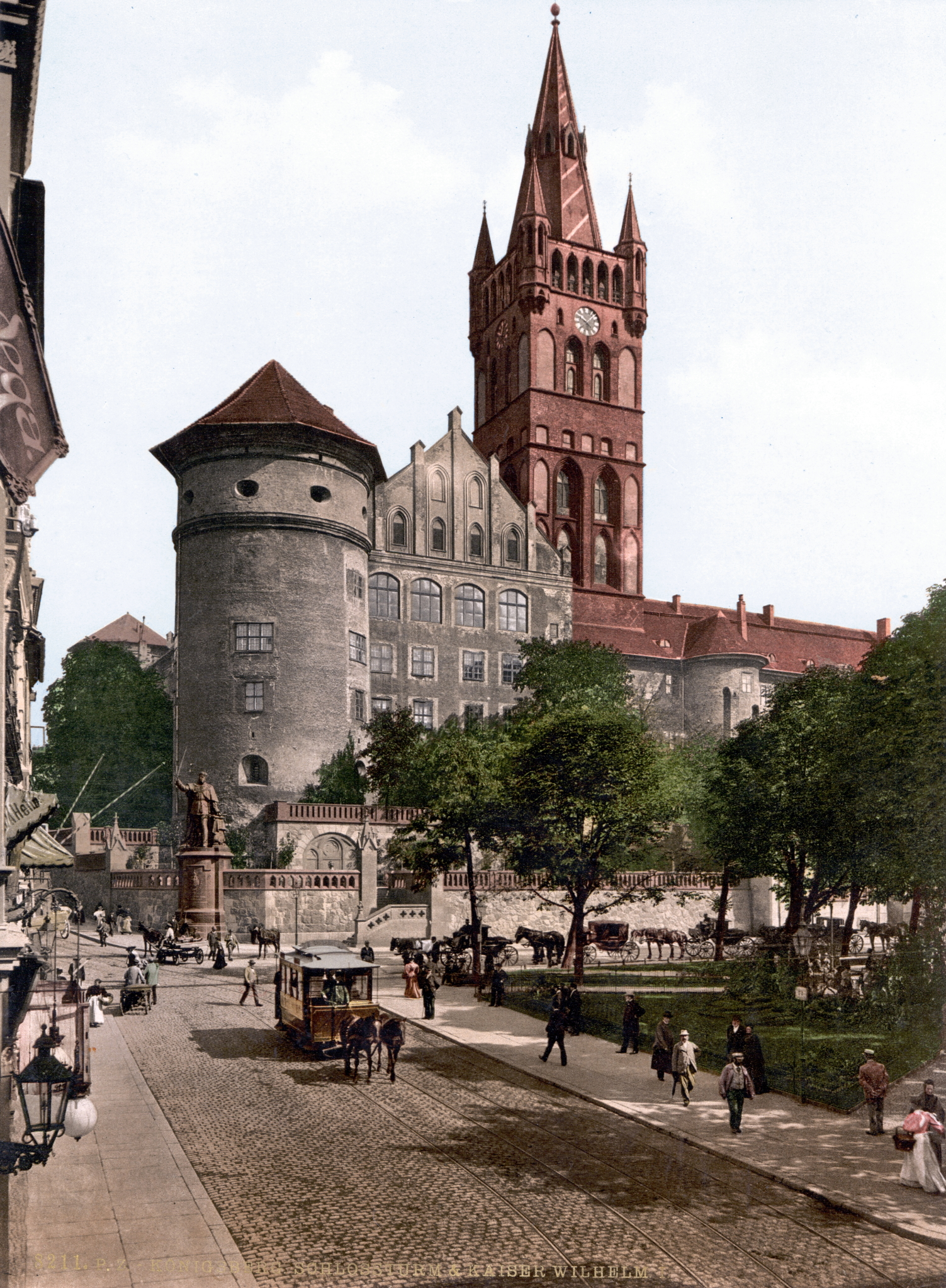
Zamek krzyżacki przed prawie całkowitym zniszczeniem w 1945; pozostałe ruiny wysadzono w 1968

Po oblężeniu Gdańska w Królewcu schronił się król Stanisław Leszczyński.
W 1736 r. Leonhard Euler rozwiązał znany problem mostów królewieckich. Rozwiązanie tego problemu zapoczątkowało rozwój teorii grafów.
W 1757 r. wybuchła wojna siedmioletnia. W sierpniu tego roku wojska rosyjskie pokonały Prusaków pod miastem i zajęły całe Prusy (Królestwo w Prusach). Zgodnie z porozumieniem między Austrią a Rosją, carowa Elżbieta wydała 31 grudnia 1757 ukaz, na mocy którego wcieliła Królestwo w Prusach wraz z Królewcem do Rosji. Zamek w Królewcu został siedzibą rosyjskiego gubernatora. Cud domu brandenburskiego, czyli śmierć carycy w 1762, spowodował jednak przywrócenie władzy Hohenzollernów. Rosjanie opuścili miasto w marcu 1763.
W 1807 r., podczas ucieczki przed Napoleonem, w Królewcu schronił się król pruski Fryderyk Wilhelm III z królową Luizą.
W 1809 r. do obszaru miejskiego włączono królewskie wolnizny: Burgfreiheit, Tragheim, Altroßgarten, Neue Sorge i Sackheim.
W 1871 r. miasto stało się częścią nowo utworzonego Cesarstwa Niemieckiego.
W 1933 r. powstał jeden z pierwszych hitlerowskich obozów koncentracyjnych w Quednau, a po wybuchu II wojny światowej we wrześniu 1939 miał miejsce atak Niemców na polski konsulat.

### W ZSRR i Rosji
9 kwietnia 1945, po wielotygodniowym oblężeniu, miasto zostało zdobyte przez Armię Czerwoną. Oblężenie doprowadziło do zrujnowania substancji miasta i śmierci ponad 100 tys. cywilów. W wyniku konferencji poczdamskiej (1945) miasto znalazło się w granicach ZSRR, 4 lipca 1946 jego nazwę zmieniono na Kaliningrad (na cześć zmarłego właśnie Michaiła Kalinina). Niemiecką ludność wykorzystywano do pracy, a w 1948 ostatecznie wysiedlono ją w nowe granice Niemiec. Jeszcze w czasie wojny do Królewca zostało przywiezionych ok. 15 tys. Polaków do pracy w stoczniach. Po zajęciu miasta przez Armię Czerwoną Polacy ci utworzyli Radę Miejską i „Straż obywatelską”, które miały być zalążkiem przyszłej polskiej administracji na tych terenach. W tym samym czasie w Bydgoszczy sformowano specjalny pułk 14 Dywizji, który miał objąć garnizony na tamtych ziemiach. Polska jednostka została skierowana docelowo do Królewca jako garnizonu macierzystego, jednak zatrzymano ją jeszcze na przedmieściach miasta, a po dwóch dniach oczekiwania wycofano. Wydarzenia późniejsze przekreśliły mgliste plany państwowości polskiej na tym obszarze, który ostatecznie stał się częścią ZSRR.
Po wojnie nie doszło do odbudowy miasta, lecz w okresie ZSRR nastąpiła celowa degradacja substancji zabytkowej miasta (w dużej mierze z powodów ideologicznych – chęci zerwania z niemiecką przeszłością). Wskutek tego, pomimo długiej i bogatej historii, miasto posiada niewiele zabytków. W krajobrazie Królewca dominują blokowiska, a miasto nie przypomina tego przedwojennego.

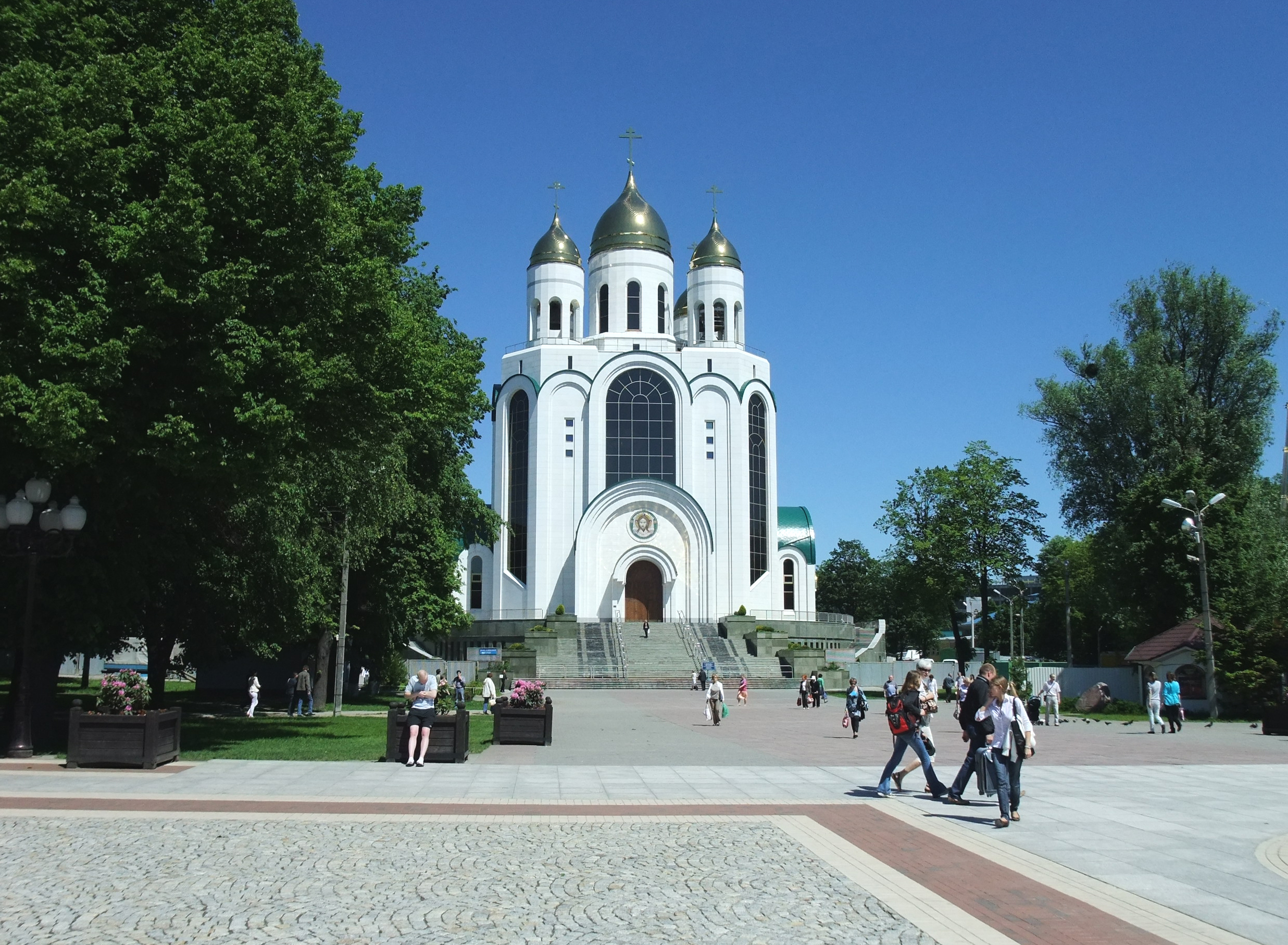
Sobór Chrystusa Zbawiciela, wzniesiony w latach 1995–1996

W 1991 podjęto decyzję o likwidacji zamkniętej strefy, jaką od 1945 był obwód kaliningradzki. Tym samym region, jak i jego stolica, stały się otwarte na współpracę międzynarodową. W Królewcu urodziła się była żona prezydenta Rosji Władimira Putina, Ludmiła.
W 2011 r., po dwustronnych rozmowach polsko-rosyjskich, na skutek wystąpienia strony polskiej do Komisji Europejskiej z wnioskiem o specjalne warunki dla umowy o małym ruchu granicznym z obwodem królewieckim, uzgodniono obustronny obszar strefy na cały obszar obwodu królewieckiego, część województwa warmińsko-mazurskiego i część województwa pomorskiego z Gdańskiem. Z powodu ułatwionego wjazdu, oraz różnego poziomu cen w obu państwach zakupy po polskiej stronie granicy dla obywateli rosyjskich z Królewca stały się atrakcyjne. W pierwszym półroczu 2013 obywatele rosyjscy z Królewca wydali w Polsce równowartość 62 milionów złotych. Po niespełna czterech latach obowiązywania mały ruch graniczny został zawieszony decyzją rządu Prawa i Sprawiedliwości w dniu 4 lipca 2016.

## Podział administracyjny
Od 2014 roku miasto dzieli się na 3 rejony:
- rejon moskowskij
- rejon leningradskij
- rejon centralnyj.

### Historyczny podział miasta

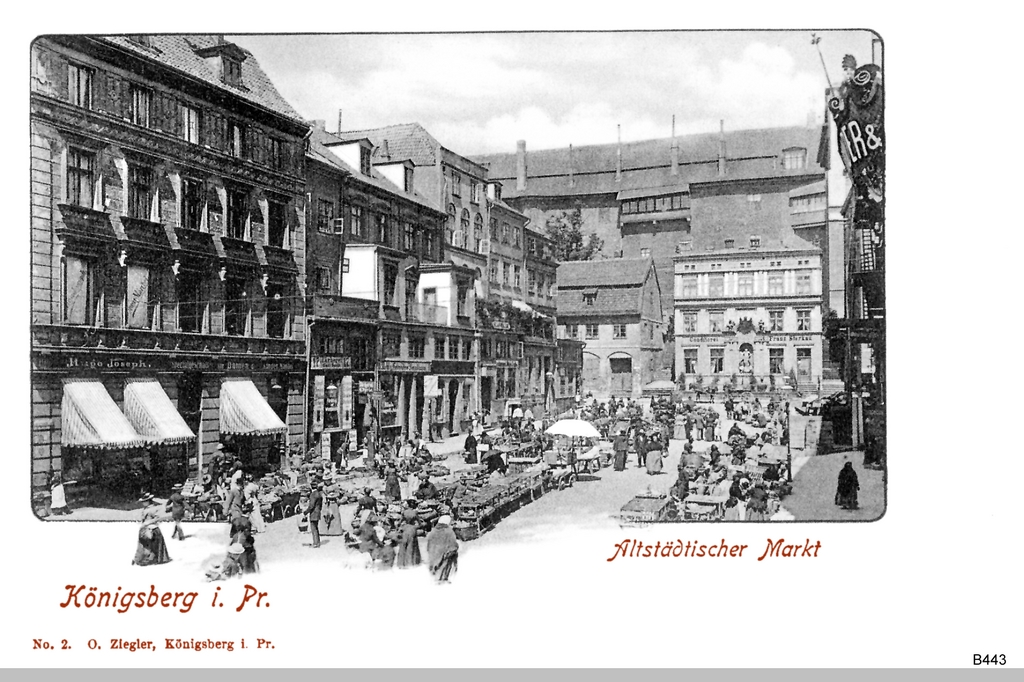
Rynek Starego Miasta

| - Stare Miasto - Amalienau - Contienen - Devau - Haberberg - Hufen - Judyty - Kalthof | - Knipawa - Kohlhof - Kosse - Lawsken - Lieb - Lipnik - Lomse - Maraunenhof | - Mittelhufen - Mühlenhof - Nasser Garten - Palwehof - Ponarth - Pregelwiesen - Ratshof - Rosenau | - Roßgarten - Sackheim - Steindamm - Vorderhufen - Vordere Vorstadt - Tannenwalde - Tragheim |

## Polacy w Królewcu

### Ośrodek uniwersytecki

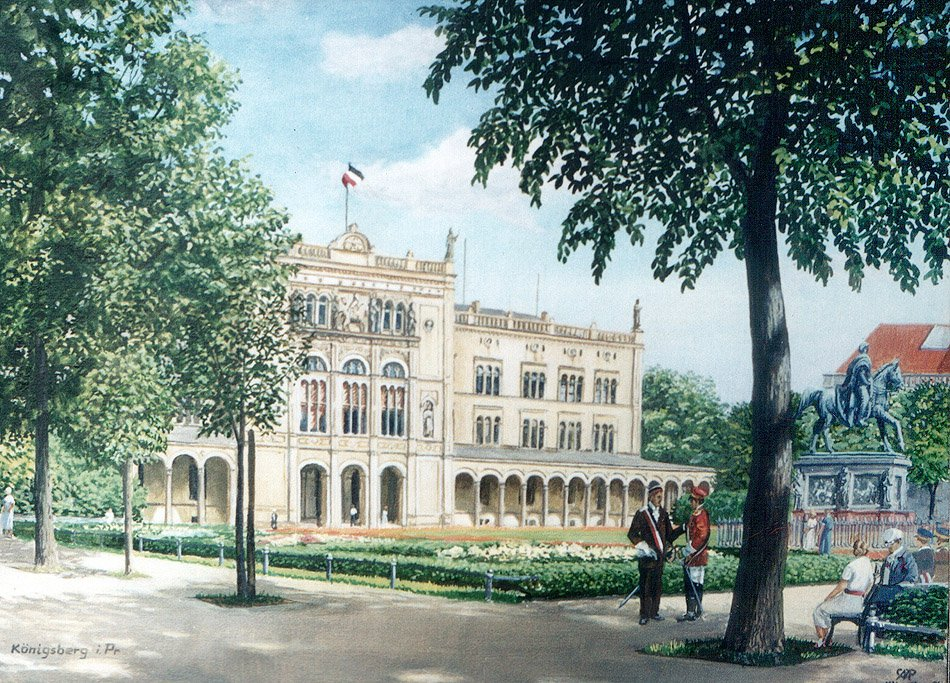
Nowy gmach główny Uniwersytetu Albrechta w Królewcu

Po nadaniu 28 marca 1560 przez króla Polski Zygmunta Augusta przywilejów protestanckiemu Uniwersytetowi Albrechta w Królewcu (Albertynie), uczelnia ta zapisała się chlubnie w około 100-letniej służbie Rzeczypospolitej. Polakami było wielu założycieli, wykładowców i studentów Uniwersytetu.

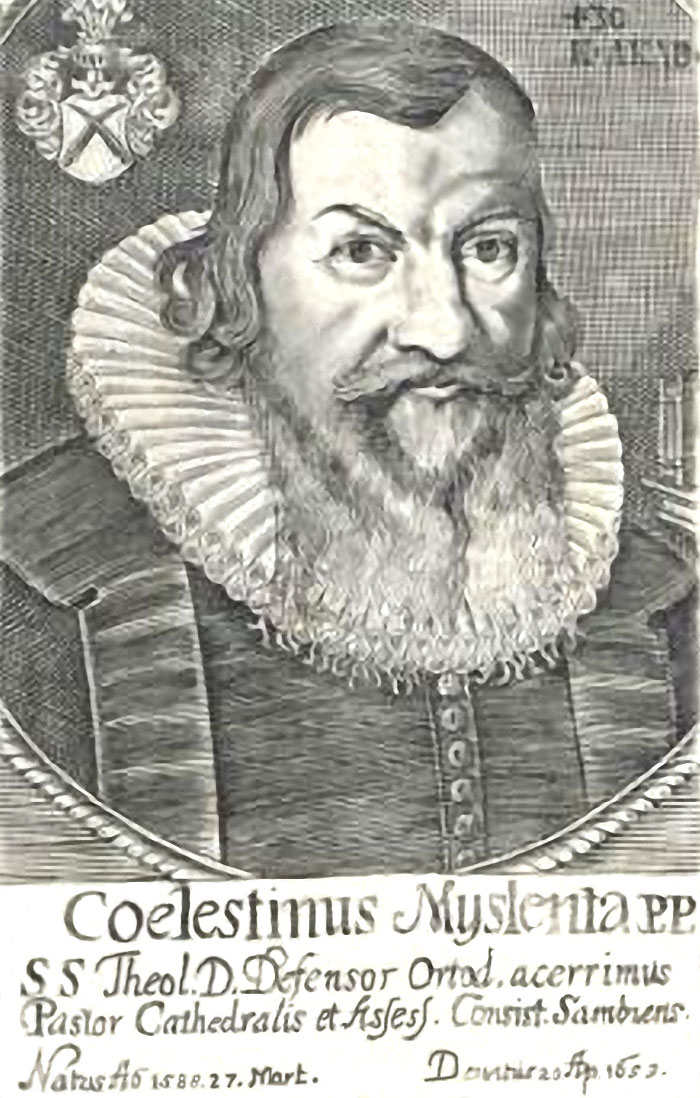
Celestyn Myślenta był rektorem Albertyny przez 24 lata

Polskie podwaliny, polska kultura i polskie dziedzictwo leży u podstaw uniwersytetu w Królewcu, uczelni, rozsławionej przez Emanuela Kanta, a swą nazwę Alberita wywodzi od księcia Albrechta, polskiego wiernego lennika

Współzałożycielem uczelni był Abraham Kulwiec (później wykładowca greki i hebrajskiego), innymi wykładowcami byli: Stanisław Rafajłowicz i Hieronim Malecki (teologia), Maciej Menius (astronomia) czy Jan Mikulicz-Radecki (medycyna). Wśród pierwszych studiujących znanych Polaków byli: Bieniasz Budny, Erazm Gliczner, Marcin Kwiatkowski, Jan Kochanowski, Piotr Kochanowski, Andrzej Kochanowski, Jan Niemojewski, Jakub Niemojewski, Stanisław Sarnicki, Melchior Giedroyć i Samuel Dambrowski. W latach późniejszych polscy studenci na uniwersytecie to m.in.: Florian Ceynowa, Szczepan Józef Gółkowski, Wojciech Kętrzyński, Julian Klaczko, Edward Szymański, Dionizy Skarżyński, Ignacy Żegota Onacewicz, Władysław Semadeni, Franciszek Kręcki. Przez 24 lata rektorem tej uczelni był Celestyn Myślenta, z kolei Maciej Menius pełnił trzykrotną kadencję rektorską.
Od 1728 działało na uniwersytecie ewangelickie „Seminarium polskie”, które działało aż do lat 30. XX i wykształciło wielu pastorów, zasłużonych dla krzewienia oświaty i kultury polskiej na Mazurach, m.in. Krzysztofa Celestyna Mrongowiusza i Augusta Grzybowskiego.
W uniwersyteckiej bibliotece zgromadzono bogate zbiory, które uczyniły ją jedną ze znaczących w Europie. Znalazły się w niej cenne zbiory z zakresu historii Polski, Litwy i Prus.

### Ośrodek polskiego drukarstwa

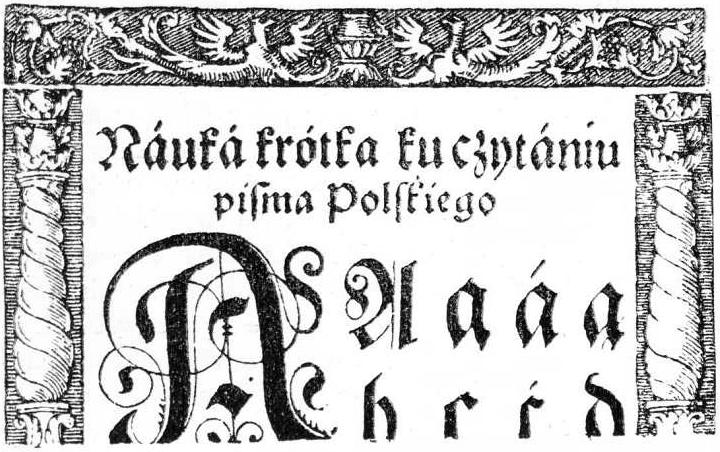
Nauka krótka ku czytaniu pisma polskiego z 1570 – królewiecki przedruk jednego z najstarszych polskich elementarzy, wydanego przez Hieronima Wietora w 1539 w Krakowie

Królewiec był obok Wrocławia i Krakowa jednym z pionierskich ośrodków drukarstwa polskiego.
Od XVI do XX w. miasto było ośrodkiem wydawniczym polskojęzycznej literatury religijnej. W 1545 w Królewcu wydano drukiem pierwszy polski katechizm autorstwa Jana Seklucjana. W 1551 ukazał się tam pierwszy drukowany przekład ewangelii na język polski dokonany przez Stanisława Murzynowskiego. A dwa lata później (1553) ukazał się przekład całego Nowego Testamentu – tzw. Biblia Królewiecka. Swoje zbiory kazań wydali Eustachy Trepka i w 1574 Hieronim Malecki. Swoje prace w Królewcu wydawali także: Stanisław Murzynowski, Marcin Kwiatkowski, Jan Dymitr Solikowski, Jan Maczkowski (słownik łacińsko-polski). W Królewcu drukował Mikołaj Rej (np. Kupiec, to jest Kształt a podobieństwo Sądu Bożego ostatecznego), a Maciej Stryjkowski ogłosił tam swoją Kronikę Polską, Litewską, Żmudzką i wszystkiej Rusi.
Królewiec stał się kolebką kodyfikacji pierwszych zasad polskiej pisowni języka literackiego, która w połowie XVI w. znajdowała się w początkowym stadium rozwoju. Tę kodyfikację zapoczątkowało wydanie razem z polskim tekstem Nowego Testamentu (1551–1552) Ortografii polskiej to jest nauki czytania i pisania opracowanej przez jego tłumacza Stanisława Murzynowskiego. Ortografia polska... wywołała dyskusję w sprawie reguł ortograficznych, z której zwycięsko wyszedł ośrodek królewiecki (Murzynowski, Seklucjan), który stworzył pierwszy konsekwentny i jednolity nowoczesny polski system ortograficzny, poparty przykładami (Franciszek Pepłowski).
Mimo że formalnie związek tych ziem z Polską ustąpił w końcu XVII w., w praktyce element polski w Królewcu odgrywał znaczącą rolę przez kolejne stulecia, aż do wybuchu II wojny światowej. Jedną z pierwszych gazet w języku polskim była wydawana w Królewcu w latach 1718–1720 „Poczta Królewiecka”. W 1751 w Królewcu ukazała się Gnomonica facilitata Józefa Tuławskiego, uważana za jeden z najlepszych w Polsce podręczników teoretycznej i praktycznej gnomoniki. Na przełomie XVIII i XIX w. ukazało się wiele dzieł i przekładów Krzysztofa Celestyna Mrongowiusza. W I połowie XIX w. język polski wciąż był równorzędny z niemieckim. W tym okresie wiele instytucji miejskich (np. sądy, magistraty) zatrudniało polskich tłumaczy, na uniwersytecie był lektorat języka polskiego, wydawano polskie książki i czasopisma (ostatnim tytułem był „Kalendarz Staropruski Ewangelicki” wydawany do 1931 (od 1866)).

Wybrane polskie starodruki wydane w Królewcu
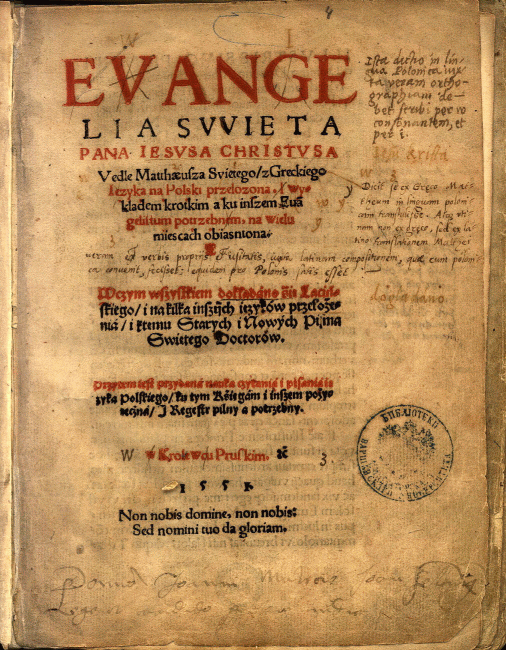
Ewangelia Mateusza w polskim tłumaczeniu S. Murzynowskiego, wydana przez J. Seklucjana w 1551[b]
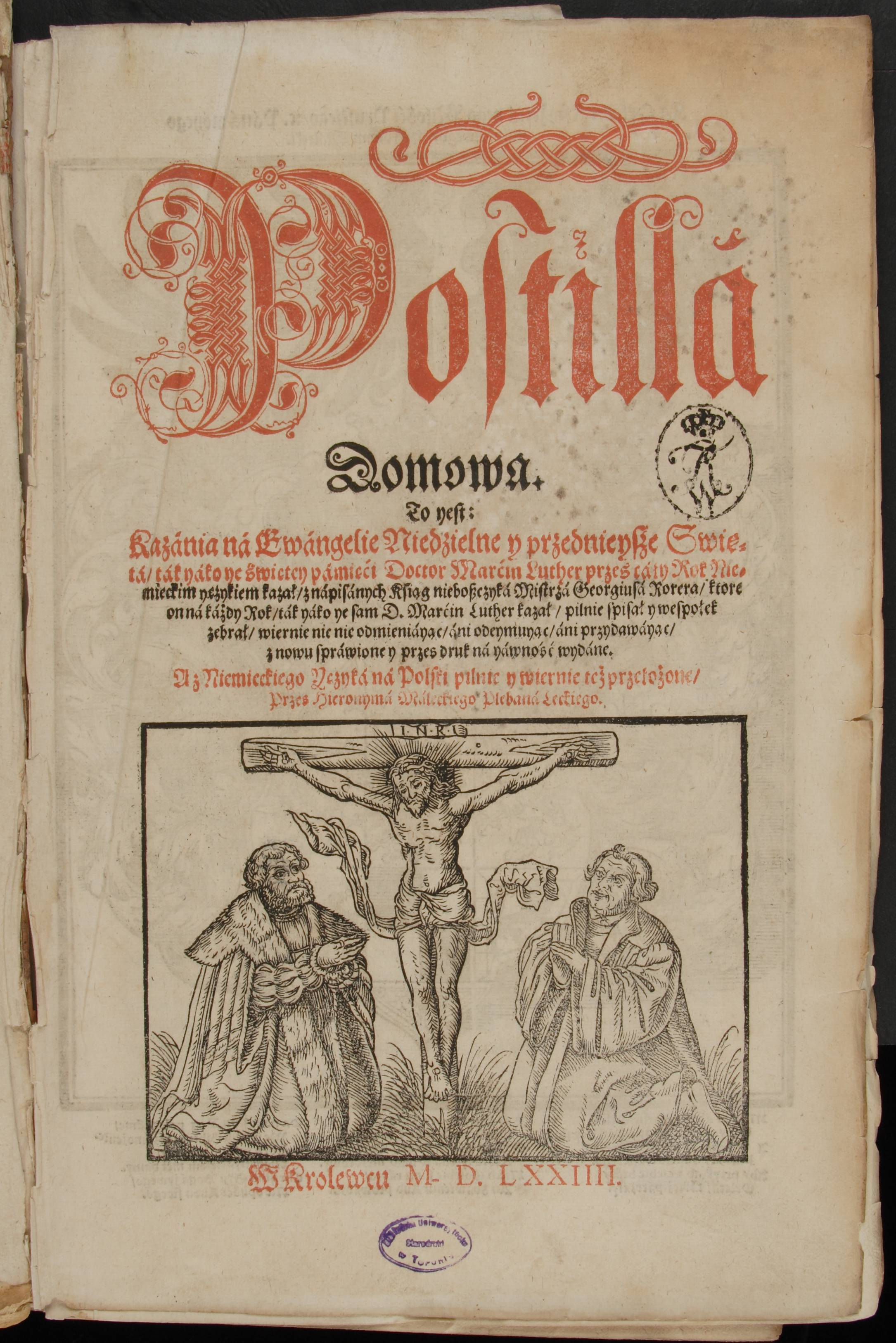
Postylla domowa w polskim tłumaczeniu H. Maleckiego, wydana w 1574[c]
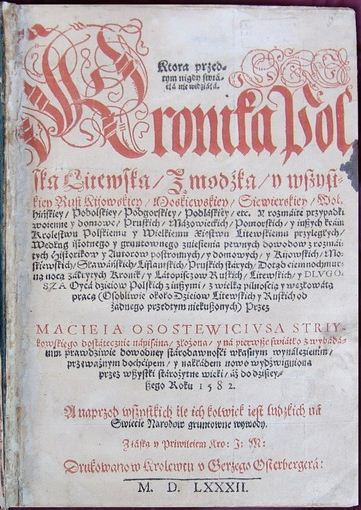
Kronika Polska, Litewska, Żmudzka i wszystkiej Rusi M. Stryjkowskiego, wydana w 1582
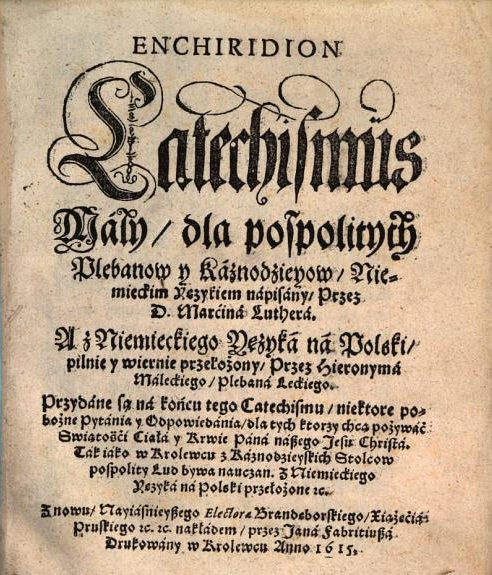
Katechizm w polskim tłumaczeniu H. Maleckiego, ponowne wydanie z 1615
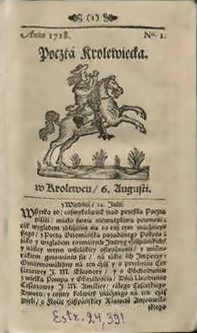
Pierwszy numer Poczty Królewieckiej z 1718[c]
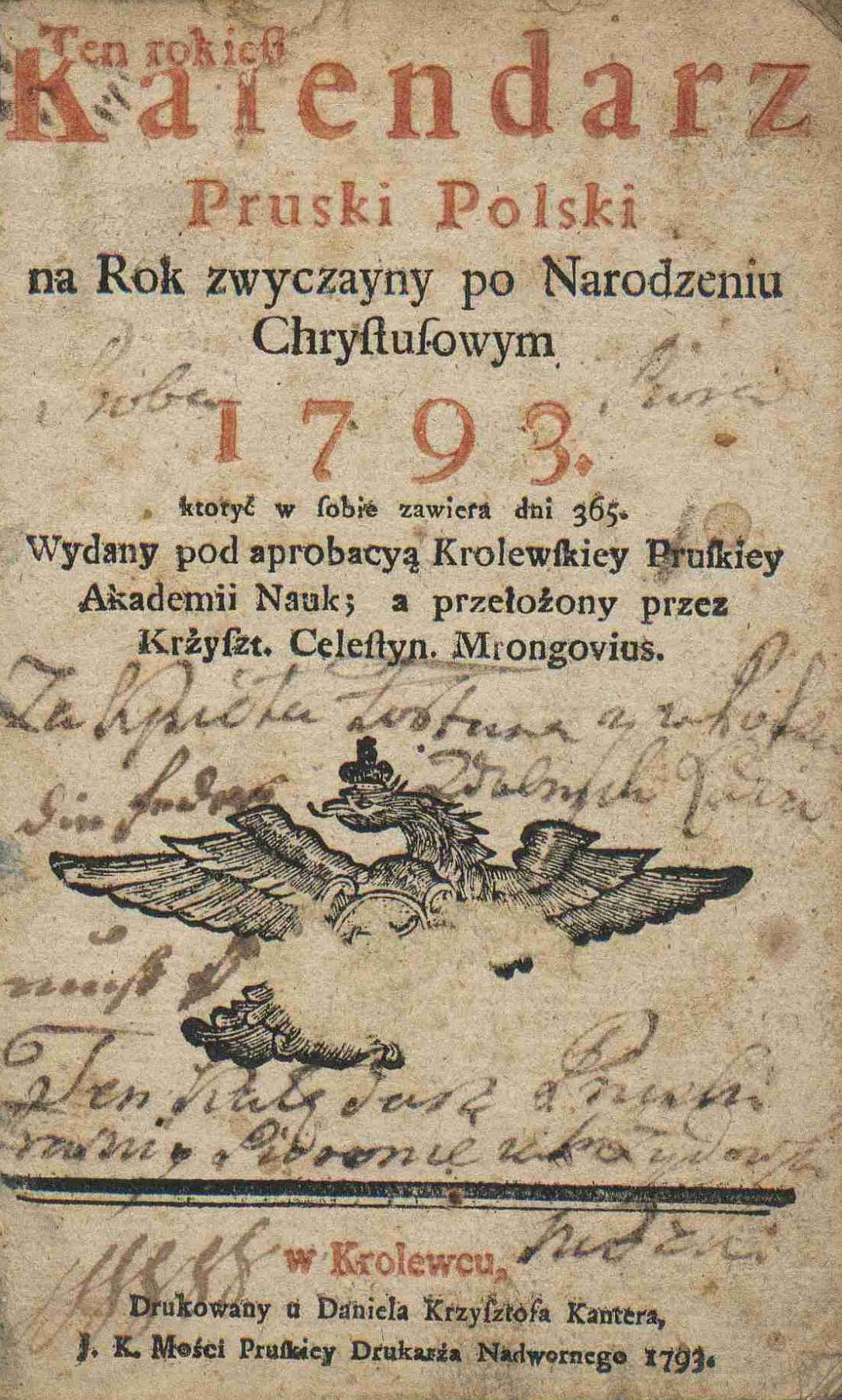
Kalendarz Pruski Polski w przekładzie polskim K. C. Mrongowiusza, wydany w 1793
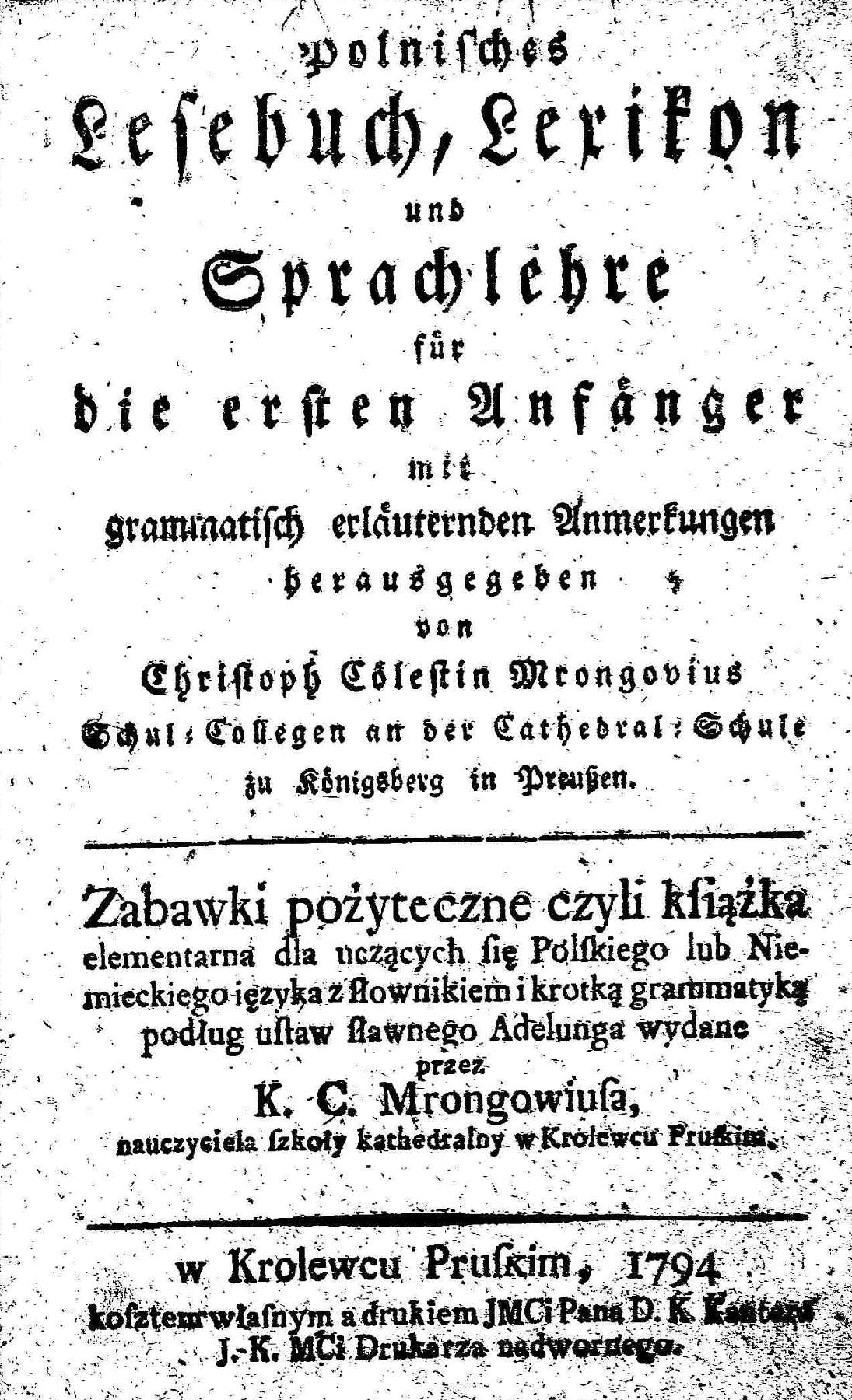
Zabawki pożyteczne... K. C. Mrongowiusza wydane w 1794

### Kościoły

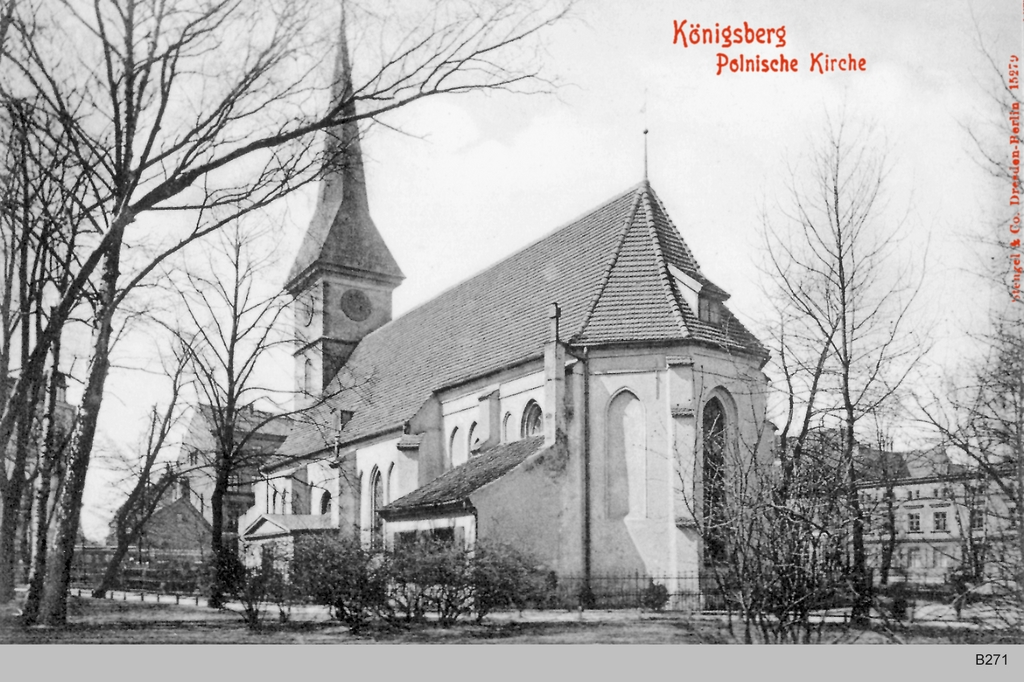
Kościół polski w Steindamm w 1908

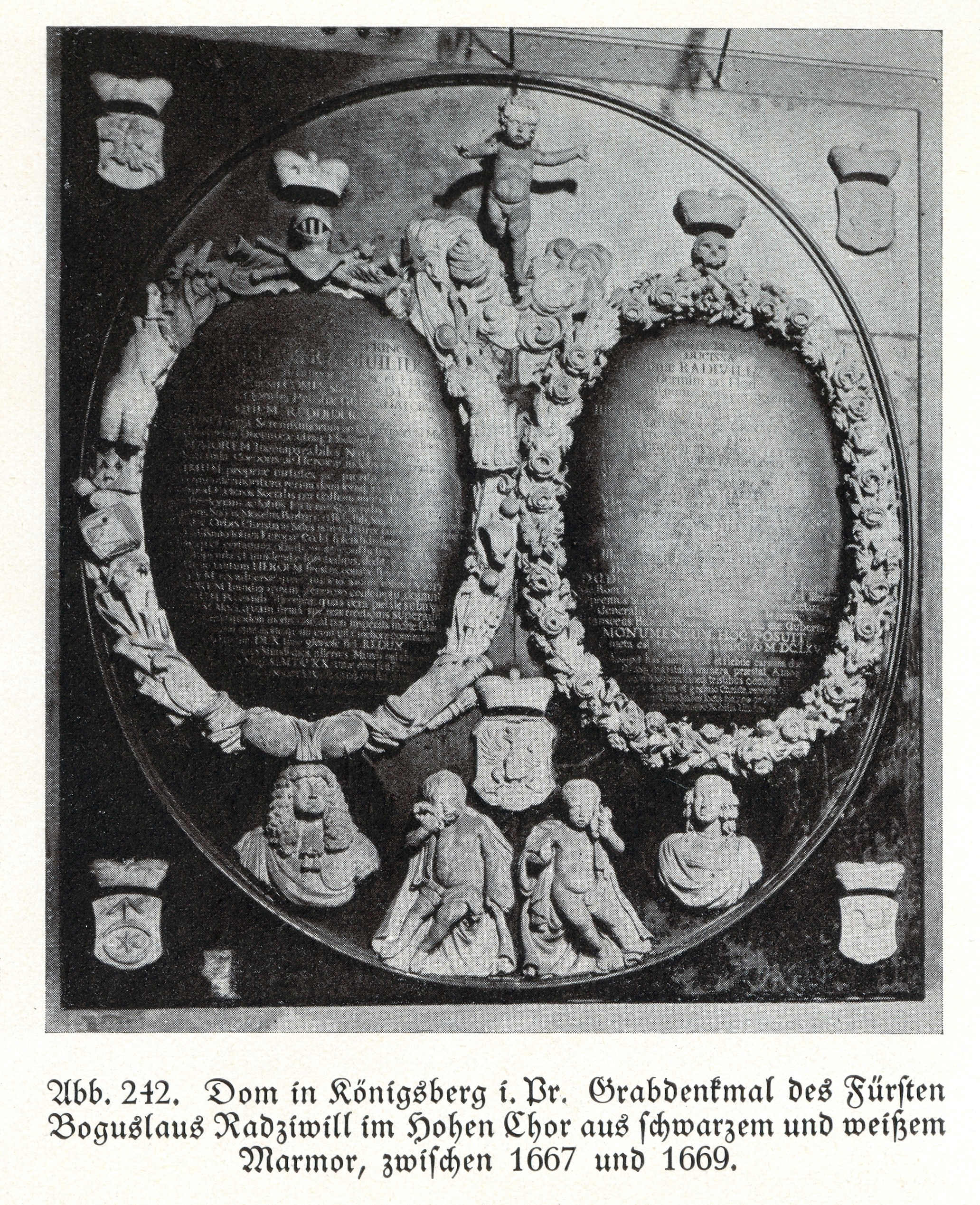
Epitafium Radziwiłłów w katedrze królewieckiej na przedwojennym zdjęciu

Najstarszym kościołem w Królewcu była polska świątynia pod wezwaniem św. Mikołaja, która została założona wraz z samym miastem w 1255 w najstarszej dzielnicy miasta Steindamm (przed 1574 służyła ewangelikom polskim, od 1603 stała się wyłącznie polskim kościołem, w 1880 została przekształcona na kościół niemiecki, ale do 1901 co czwartą niedzielę odbywały się tam jeszcze nabożeństwa w języku polskim). Świątynia została zbombardowana w 1944, kolejne zniszczenia przyniósł rok następny, pozostałe ruiny rozebrano po wojnie w latach 50. XX w. Proboszczami parafii byli m.in. pochodzący z Mazur, Krzysztof Liebruder, Wawrzyniec Rast, Jerzy Skrodzki, Jan Jakub Gräber, Marcin Zygmunt Zieleński, Michał Pilchowski, Jerzy Olech, Herman Pełka i August Grzybowski. Do XVIII w. nabożeństwa w języku polskim odbywały się także w katedrze królewieckiej. Zostały zapoczątkowane przez Jana Wnorowskiego po przyjęciu przez miasta reformacji. W katedrze zostali pochowani Anna i Bogusław Radziwiłłowie.
Od 1655 roku odbywały się w mieście także po polsku nabożeństwa ewangelicko-reformowane (kalwińskie): odprawiano je na zamku, a kaznodziejami byli kapelani Bogusława Radziwiłła i jego córki Ludwiki Karoliny. Pierwszym kaznodzieją był Jan Krzysztof Kraińsk, a w latach 1690–1693 Daniel Ernest Jabłoński. Osobna parafia powstała w 1701 roku i początkowo nabożeństwa odprawiano w reformowanym kościele zamkowym (dworskim). W 1706 roku nabożeństwa przeniesiono do sali szkoły reformowanej, gdzie odbywały się do końca istnienia parafii w 1812 roku (formalnie ją rozwiązano w 1846). Duchownymi kalwińskimi w Królewcu związanymi z polską parafią byli m.in. Jerzy Rekuć, Stefan Wannowski, oraz Jan Teodor Woide. Ten ostatni kierował od 1812 Seminarium Polskim, gdzie duchowni luterańscy i reformowani chcący pracować na Mazurach wśród Mazurów, uczyli się polskiego.

### XIX–XXI wiek
W Królewcu po upadku powstania listopadowego i internowaniu przebywał Wincenty Pol. Podjął tam pracę nad pierwszymi wierszami w hołdzie bohaterstwu powstańców, wydanymi później w zbiorze Pieśni Janusza.
Po objęciu posady profesora królewieckiej Akademii Sztuk Pięknych, od 1849 do śmierci w 1875 w Królewcu mieszkał i tworzył malarz Maksymilian Piotrowski.
Podczas powstania styczniowego w Królewcu działało powstańcze biuro korespondencyjne.
W latach 1909–1918 zamieszkiwał w Królewcu kompozytor Łucjan Kamieński.
W latach 1919–1939 w Królewcu się mieścił Konsulat RP, reaktywowany w 1992.
W kwietniu 1945 w Królewcu było, obok pozostałych jeszcze 65 tys. Niemców, do 15 tys. polskich robotników przymusowych, którzy długo byli przekonani, że Królewiec znajdzie się w granicach Polski, dlatego też Polacy utworzyli radę miejską i zorganizowali Polską Straż Obywatelską. W czerwcu 1945 stacjonujący w Bydgoszczy batalion 14. Dywizji Piechoty pomaszerował przez Braniewo do Królewca, w celu wsparcia polskiej administracji, jednak na rogatkach miasta został zatrzymany przez wojska sowieckie, po czym po dwóch dniach wycofał się do Polski. Po zakończeniu II wojny światowej i przejęciu administracji na tych terenach przez Sowietów, dalszy rozwój elementu polskiego na tych ziemiach został skutecznie powstrzymany. Zmiany nadeszły z rozpadem ZSRR, wówczas dzięki głównie działalności duszpasterskiej zaczęła postępować repolonizacja tutejszej ludności pochodzenia polskiego. Pierwsze kroki ku temu są zasługą polskiego księdza z Grodna, Jerzego Steckiewicza.
Obecnie w Królewcu działa organizacja polonijna „Wspólnota Kultury Polskiej w Królewcu”, która jest organizatorem corocznego finału konkursu poezji „Kresy”, konkursu poetycko-plastycznego „Jestem Polakiem”, ogólnomiejskiego dyktanda języka polskiego i wydawcą gazety „Głos znad Pregoły”, poza tym w całym obwodzie królewieckim widoczna jest wzmożona działalność Polaków w celu odbudowania swojej dawnej pozycji społecznej na tym obszarze. Działają także Stowarzyszenie Inicjatyw Polonijnych i organizacje polonijne w Baltijsku, Czerniachowsku, Gurjewsku, Gusiewie i Oziersku. Język polski wykładany jest jako język obcy w szkołach średnich nr 23 i 40, a jesienią 2000 na uniwersytecie otwarto kierunek studiów: język polski i literatura (od 1992 istniała specjalizacja o takiej nazwie).

### Polacy urodzeni w Królewcu
W epoce nowożytnej w Królewcu urodzili się m.in.:
- ok. 1563 – Anton Möller, malarz gdański
- 1587 – Fryderyk Adersbach, podpułkownik polski
- 1667 – Ludwika Karolina Radziwiłł, przedstawicielka linii kalwińskiej Radziwiłłów
- 1671 – Michał Kowalski, podróżnik i kolonista
- 1711 – Michał Antoni Sapieha, tłumacz, poeta, urzędnik dworski i wojewoda podlaski
- 1733 – Michał Kossakowski, urzędnik dworski, wojewoda witebski i brasławski
- 1745 – Fryderyk Cabrit, warszawski bankier
- 1749 – Tadeusz Brzozowski, generał zakonu jezuitów

## Architektura i urbanistyka
- zamek krzyżacki w Królewcu
- kościół farny (staromiejski)
- kościół polski na Steindamm
- kościół św. Jakuba w Quednau

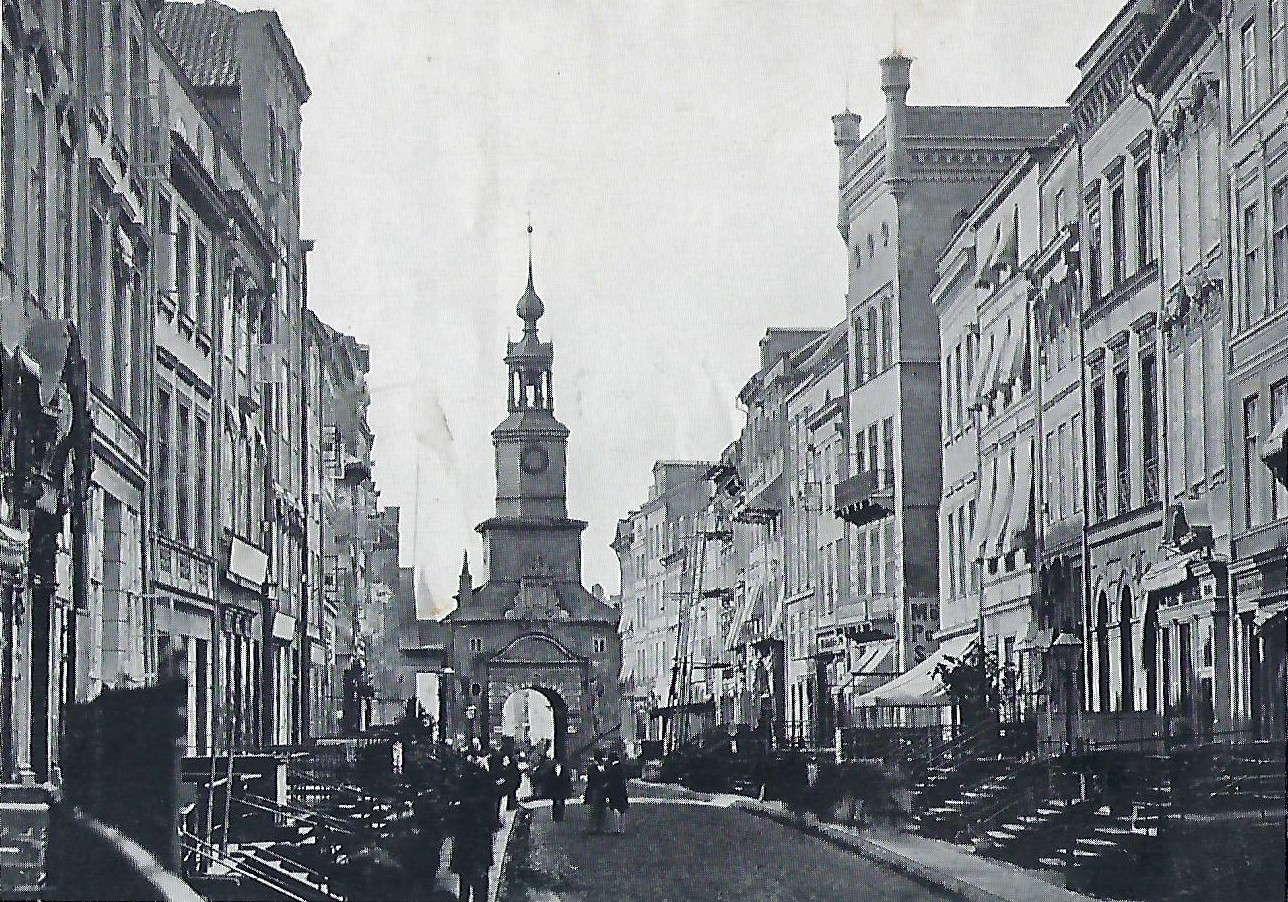
Knipawa w XIX w.

Na zespół miejski Królewca składały się w dawnych wiekach trzy osobne miasta z własnymi przedmieściami. Jako pierwsze powstało, na południe od zamku, Stare Miasto (lokacja na prawie chełmińskim 1286), następnie na wschód od Starego Miasta – Lipnik (1300) i jako ostatnia Knipawa (1327), położona na wyspie rzecznej na południe od Starego Miasta. Dopiero w 1724 dokonano połączenia trzech miast pod wspólnym zarządem, co w krótkim czasie spowodowało szybki rozwój Królewca pod względem demograficznym, przestrzennym i gospodarczym.

Ulica Tiulenina
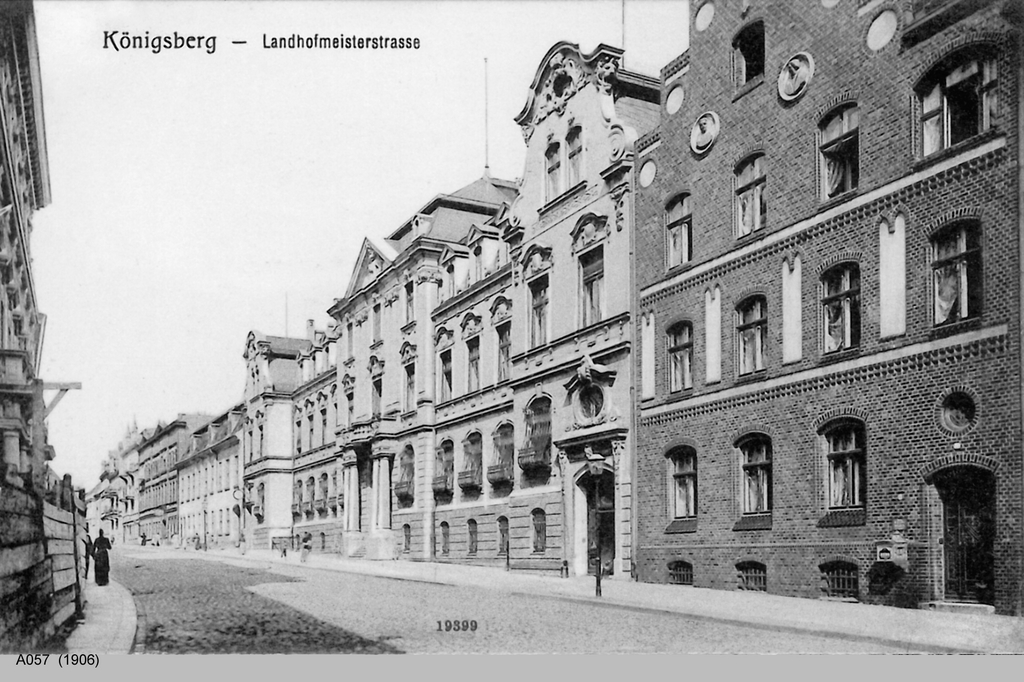
na początku XX w.
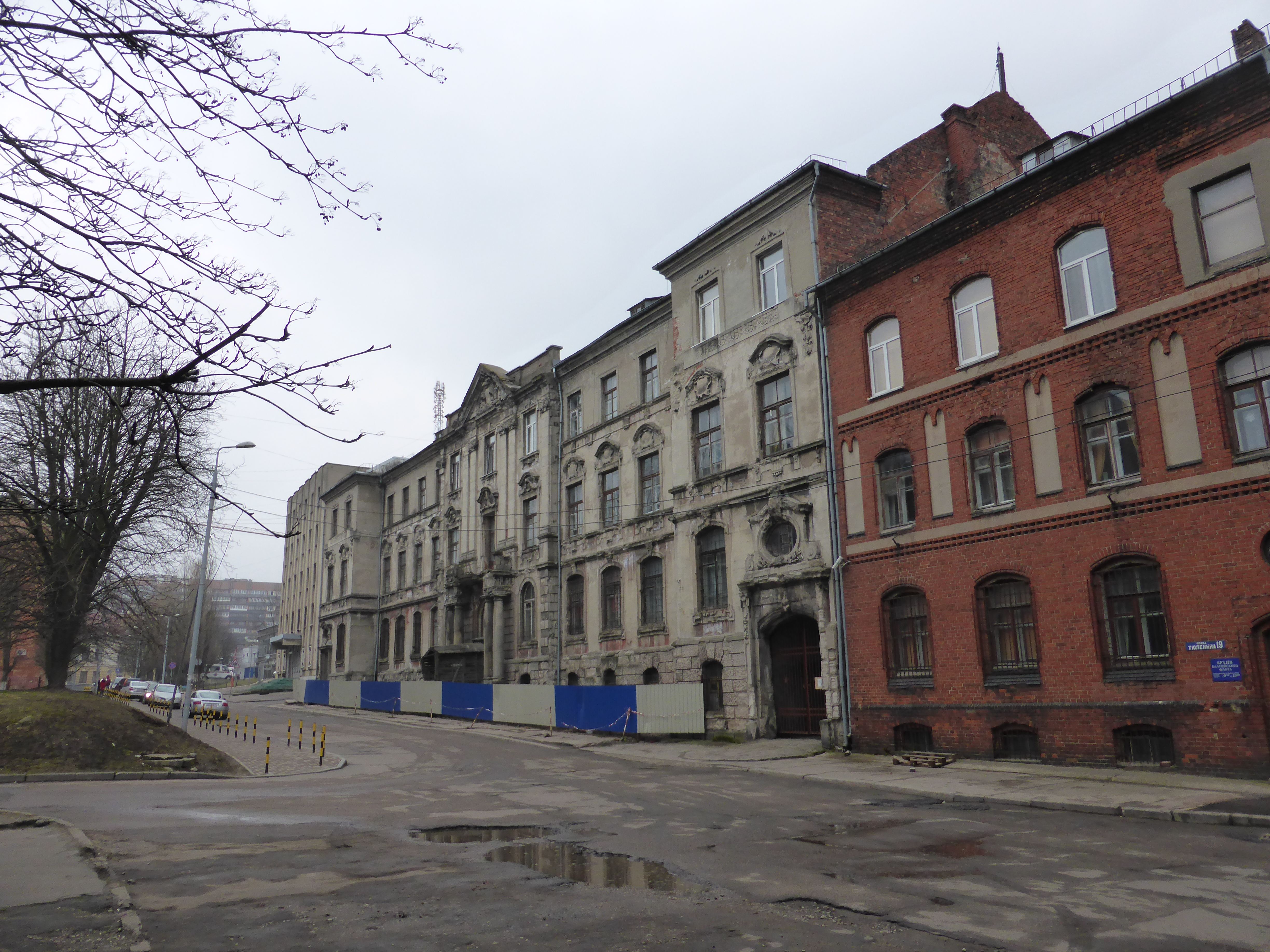
w 2013

W układzie urbanistycznym miasta do 1945 doskonale były czytelne poszczególne etapy jego rozwoju przestrzennego; nawet obecnie, mimo zniszczeń wojennych i dokonanej przez Sowietów przebudowy układu komunikacyjnego, bardzo wyraźnie uwidacznia się zasięg historycznego miasta w fazie z początku XIX w. – od górnego stawu na północ do dworca kolejowego (d. Hauptbahnhof) na południe. Nie istnieje zabudowa historycznego Starego Miasta, Knipawy i Lipnika. Na przełomie l. 60. i 70. ostatecznie zburzono pozostałości zamku, zaraz po 1970 – kościół parafialny Lipnika, a w 1976 – kościół Lutra na Haberbergu. Dobrze natomiast, pod względem urbanistyczno-architektonicznym, zachowały się dawne osiedla Marauenhof (na wschód od obecnej ul. Gorkiego), Amalienau (okolice ul. Kutuzowa i Prospektu Pobiedy) i Ponarth (dzielnica na południe od dworca głównego, z centralną ul. Kijowską).
Oprócz muzeów królewieckich, zbiory dokumentujące historię i kulturę miasta gromadzone są szczególnie przez Muzeum Miasta Królewca (Museum Stadt Königsberg) w Duisburgu.

## Miejsca odwiedzane przez turystów

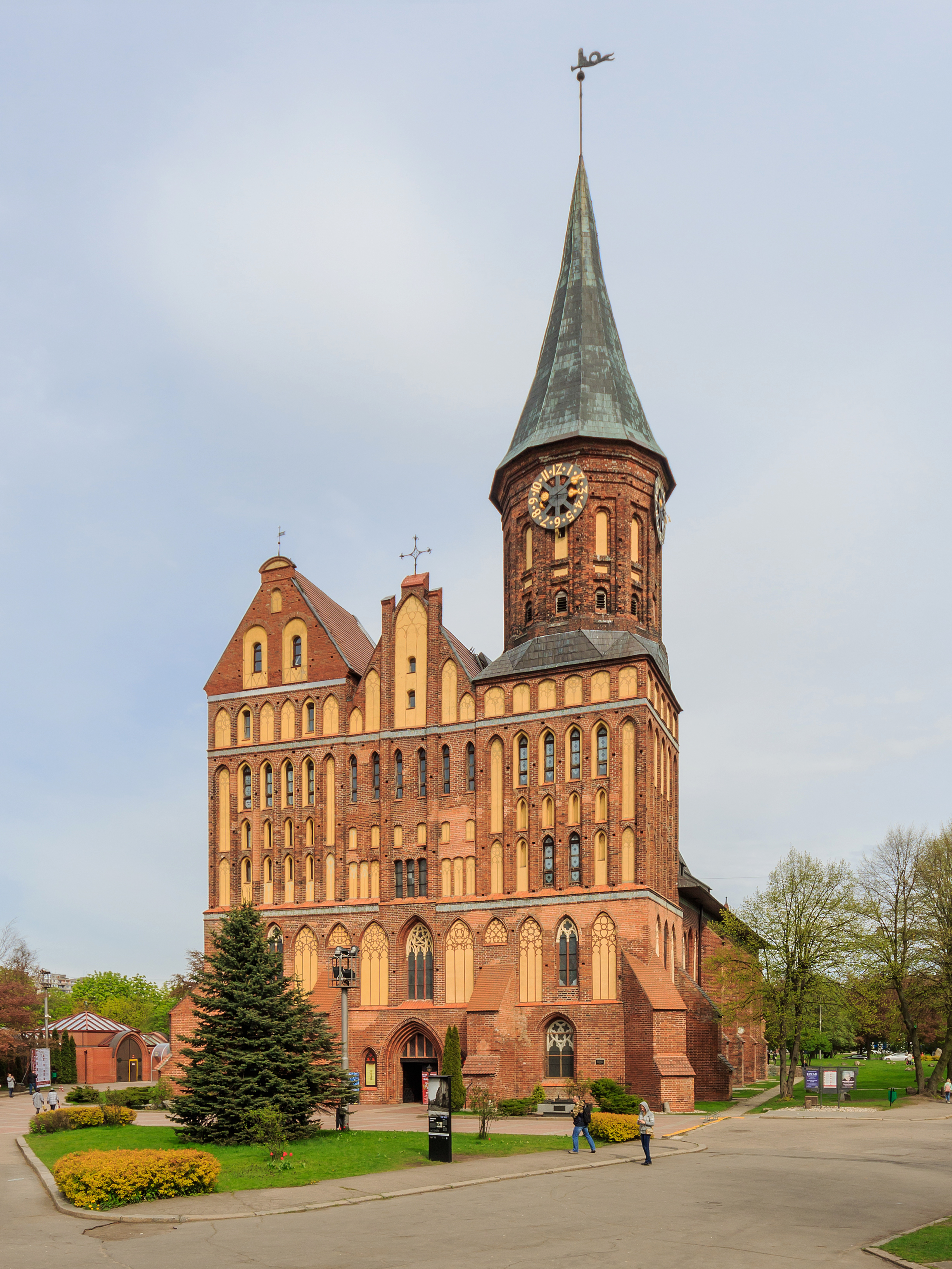
Katedra Matki Bożej i św. Wojciecha

Z okresu II wojny światowej Królewiec wyszedł na tyle okaleczony, że obecnie niewiele przypomina miasto z 1944 roku. Jednakże cieszy się popularnością turystów, głównie z Niemiec. Turyści najczęściej odwiedzają następujące obiekty:
- Katedra Matki Bożej i św. Wojciecha na wyspie Knipawie (Остров Канта – Wyspa Kanta), z muzeum i mauzoleum Immanuela Kanta (Мавзолей Иммануила Канта), na którą wiedzie oryginalny Most Miodowy (Honigbrücke)

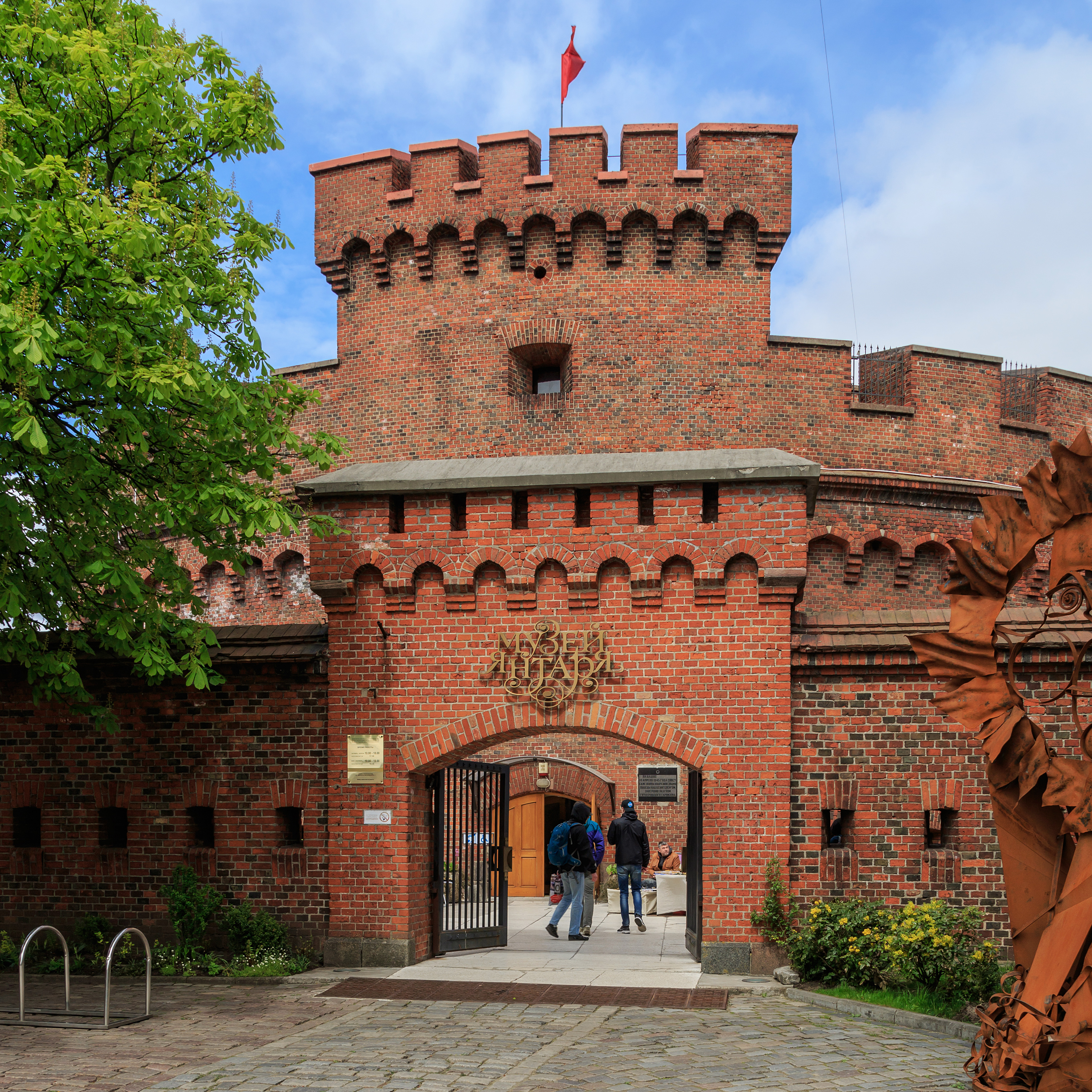
Muzeum Bursztynu

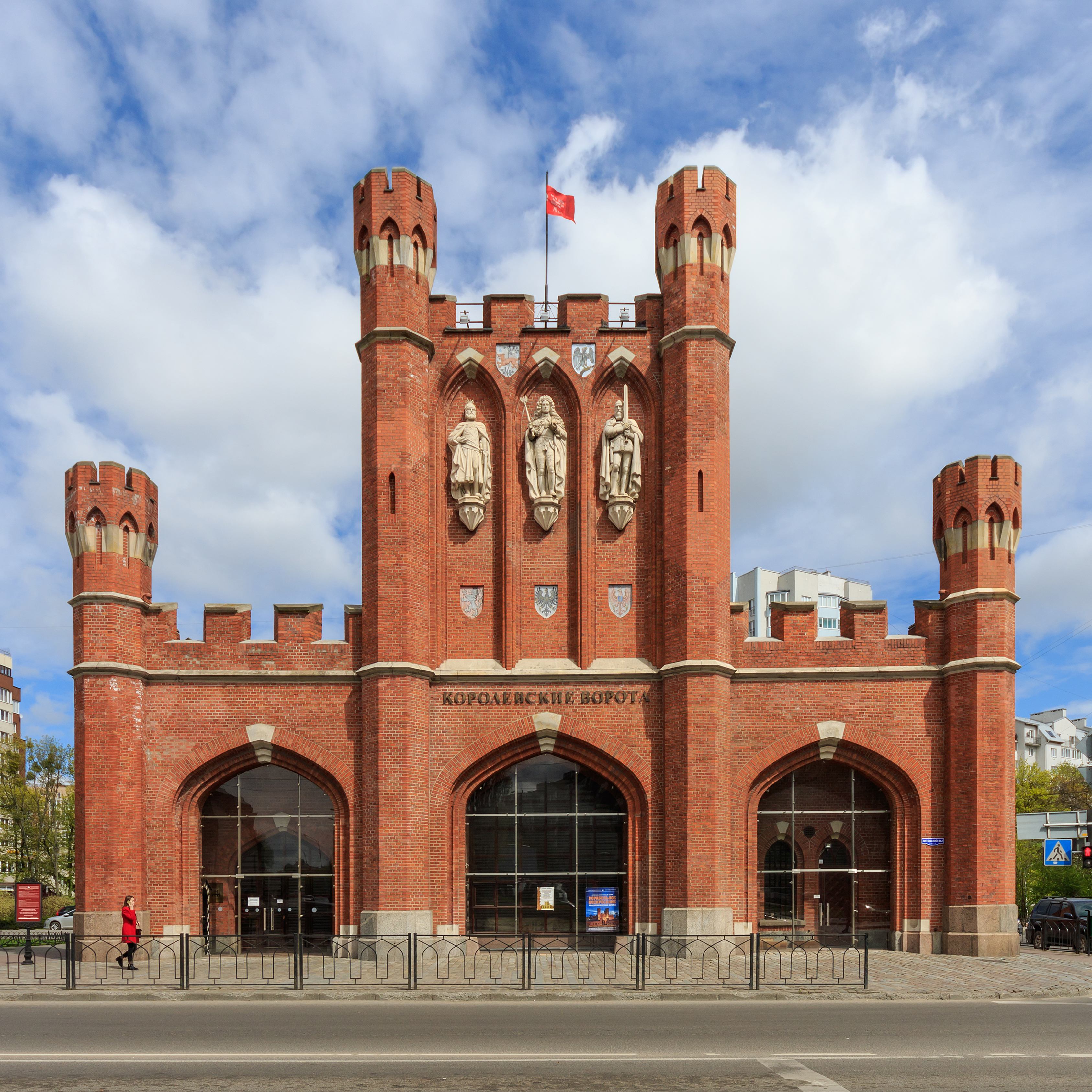
Brama Królewska

- miejskie fortyfikacje – baszty Wrangel (Врангеля) i Der Dohna (Дер Дона) wraz z Muzeum Bursztynu (Музей янтаря), bramami Królewską (Королевские ворота, Królewskie Wrota), Ausfaldzką (ob. kaplica prawosławna), Friedrichsburską, Rossgarten, Sackheimską, Frydlandzką (Frydlandzkie Wrota, z Muzeum Historii Miasta, ozdobionym wizerunkami wielkich mistrzów zakonu krzyżackiego), Kolejową i Brandenburską (Бранденбургские ворота), twierdzą Kronprinz (Кронпринц), bastionem Grolman (Грольман), 12 fortami nr I-XII
- XVIII-wieczne koszary przy Wale Litewskim – ob. filia Moskiewskiego Państwowego Uniwersytetu Technologii i Zarządzania (MGUTU) i szkoła morska, w pobliżu akademicka cerkiew męczennicy Tatiany i niewielki cmentarz żydowski
- najładniejszym i ocalałym z wojny willowym osiedlem miasta jest Amalienau (Амалинау), obecnie leżące w dzielnicy centralnej (Центральный район),
- Kościół Królowej Luizy z 1901 (ob. Teatr Lalek),
- dawny kościół w dzielnicy Ponarth z 1896 (ob. cerkiew Narodzenia MB)
- dawny kościół w dzielnicy Rosenau z lat 1914–1926 (ob. cerkiew Opieki MB)
- dawny kościół ewangelicki św. Krzyża na Lomse z lat 1930–1935 (architekt Arthur Kickton) w stylu modernistycznym (ob. cerkiew Podwyższenia Krzyża Pańskiego)
- kościół Chrystusa w Ratshof z 1937 w stylu modernistycznym (dom kultury);

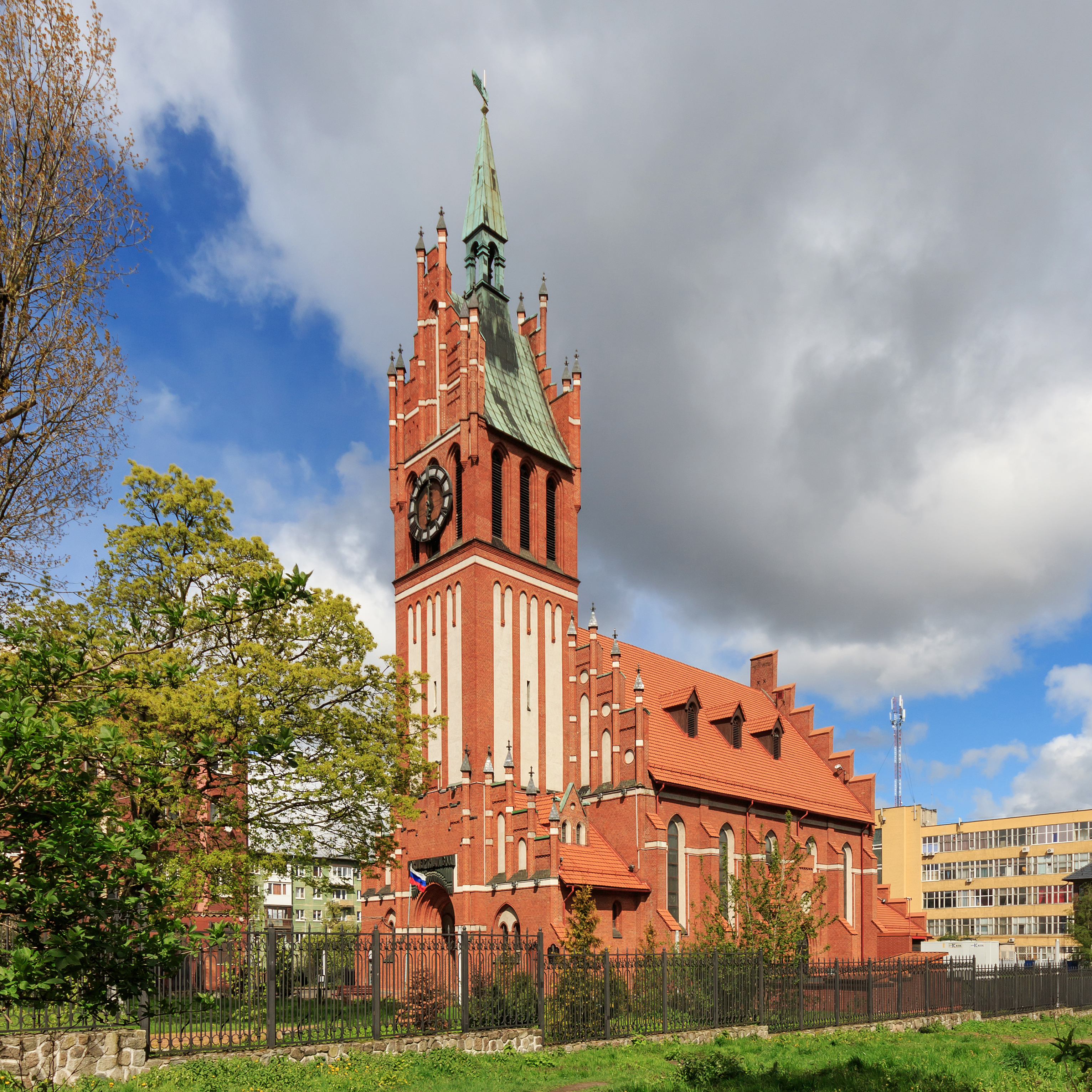
Budynek filharmonii, dawniej kościół katolicki św. Rodziny z 1907

- kościół katolicki Św. Rodziny z 1907 w dzielnicy Haberberg (filharmonia),
- Kościół św. Wojciecha z 1904 (biura)
- Kościół św. Antoniego (przebudowany na cele świeckie)

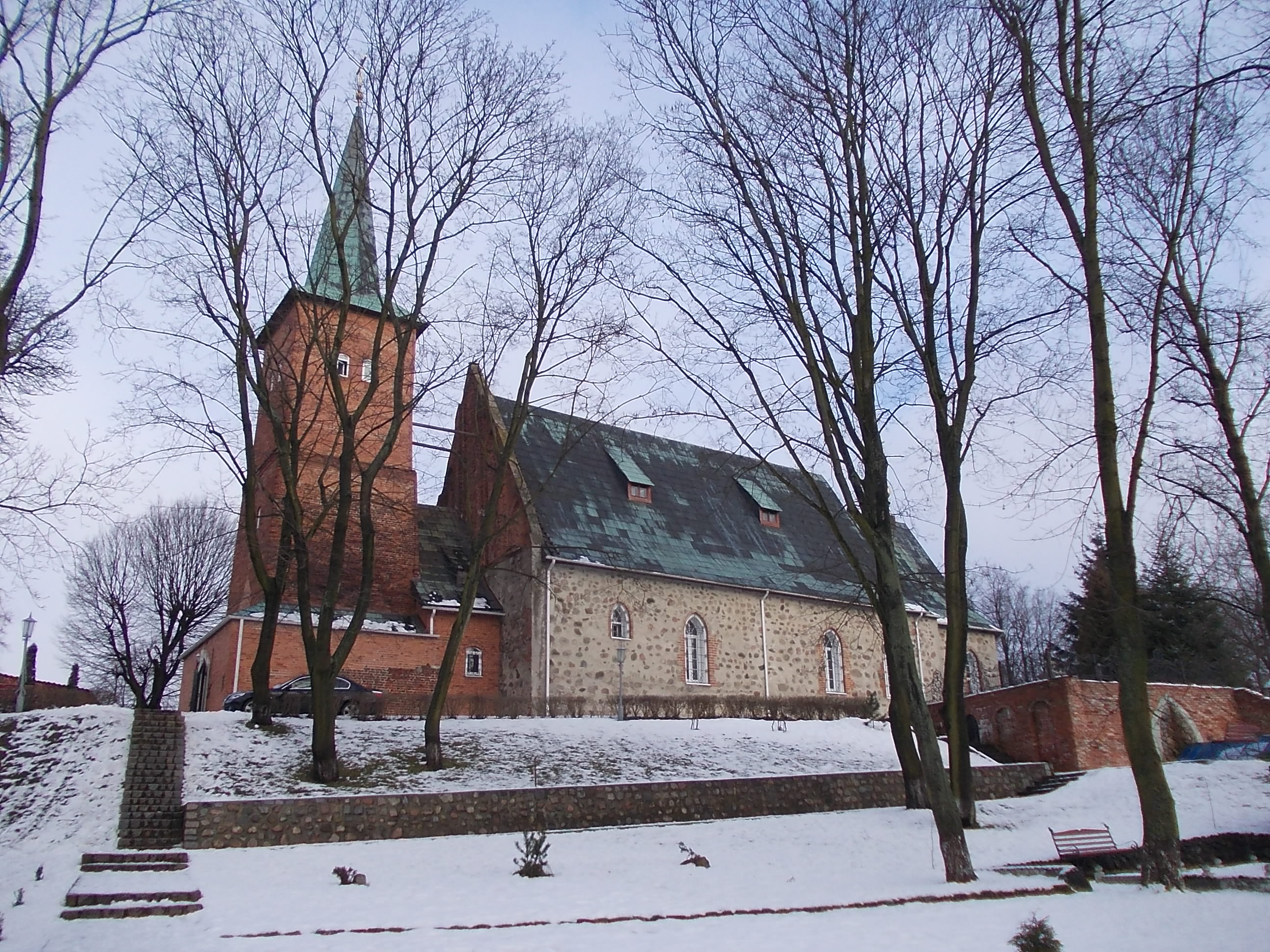
Kościół w Judytach

- Kościół gotycki w Judytach z XIV w. (niem. Judittenkirche; obecnie prawosławna cerkiew św. Mikołaja)
- konsekrowany w 2006 sobór prawosławny Chrystusa Zbawiciela w stylu bizantyjsko-ruskim, katedra eparchii kaliningradzkiej, na centralnym pl. Zwycięstwa (площадь Победы, płoszczad’ Pobiedy) w miejscu pomnika Lenina. Na placu fontanna, wokół zachowało się sporo monumentalnej urzędowej zabudowy sprzed 1939,
- Rynek Centralny (spełniający rolę bazaru i pchlego targu),
- położoną nad brzegiem rzeki byłą siedzibę Giełdy (Биржа), obecnie Dom Kultury Marynarzy (Дом культуры моряков),
- Bunkier dowódcy obrony Królewca – generała Otto Lascha (Музей «Блиндаж», Бункер Ляша),
- Muzeum Historii i Sztuki (Obwodowe Muzeum Historyczno-Artystyczne, Областной историко-художественный музей) w dawnej trzypiętrowej Stadthalle, najstarsza placówka muzealna w mieście, m.in. wystawa minerałów i ekspozycja przyrodnicza
- Muzeum Historyczno-Archeologiczne Prussia,
- Muzeum Bałtyckiego Federalnego Uniwersytetu im. Immanuela Kanta razem z pozostałością kolekcji unikalnej Biblioteki Wallenrodskiej (Die Wallenrodtsche Bibliothek, Валленродтская библиотека),
- Oceanarium (Музей Мирового океана, Muzeum Światowego Oceanu), otwarte w 1990, ze zrekonstruowanym fragmentem XVI-wiecznego portu i trzydziestometrową latarnią morską; na 2017 planowano oddanie nowej siedziby
  - Wystawa „Morski Königsberg – Kaliningrad”, ze szkieletem statku z XIX w., odkopanym w Jantarnym podczas poszukiwań bursztynu i fragmentem dawnego mostu kolejowego; nieopodal ekspozycja prawie siedemnastometrowego szkieletu ponad sześćdziesięciotonowego kaszalota złowionego w 1975
  - okręt podwodny B-413 z 1968, typ Foxtrot
  - statek naukowo-poszukiwawczy „Witiaź” (Витязь), zbudowany w 1939 w Bremerhaven jako „Mars”, w 1945 ewakuował z Królewca do Pilawy 20 tys. uchodźców, po 1945 przejęty przez ZSRR, od 1949 jednostka naukowo-badawcza (650 ekspedycji, w tym pomiar w 1957 Rowu Mariańskiego z wynikiem 11 034 m, ponad 800 tys. przebytych Mm, 1176 gatunków odkrytych w czasie ekspedycji, 943 odwiedzone stacje badawcze, na pokładzie obecni Thor Heyerdahl i Jacques-Yves Cousteau); brał udział w zdjęciach do filmu Titanic Jamesa Camerona; po zakończeniu służby planowany do eksponowania w Moskwie, co nie zostało zrealizowane ze względu na zbyt duże zanurzenie
  - Statek naukowo-badawczy o napędzie atomowym „Kosmonauta Pacajew”, własność Rosyjskiej Agencji Kosmicznej,
  - Trawler rybacki
  - Granitowa ławeczka z kapeluszem, laseczką i listem upamiętniającymi Kanta, który lubił przechadzki w rejonie portu
- barokowy pałac Gross Holstein (przebudowany) – osiedle Pregolskij.
- ogród zoologiczny, założony 1896 z inicjatywy Hermanna Klaasa, który namówił miasto do przekazania drewnianych pawilonów po Północno-Wschodniej Wystawie Gospodarczej na cele zoo, w którym znalazło się ponad 900 zwierząt reprezentujących 262 gatunki. Początkowo komercyjne (samofinansujące się), od 1938 uzyskało status miejskiego. II wojnę światową przeżyły tylko 4 zwierzęta: łania, osioł, borsuk i siedmiokrotnie raniony hipopotam Hans (obecnie w logo placówki). Obecnie zoo – najstarsze w obecnych granicach Rosji – ma ponad 2 tys. zwierząt z 305 gatunków; zlokalizowane jest w dawnej dzielnicy Hufen, w której zachowało się też sporo dawnej zabudowy,
- pomniki: Fryderyka Schillera, Włodzimierza Wysockiego, Albrechta Hohenzollerna
- Hotel Moskwa, dawny biurowiec z lat 30. XX wieku
- Wierchni Prud – fontanny, skatepark, tereny spacerowe.
- Kamienice przy ul. Frunze 53–57.
- Park Kultury Junost (Młodość) z memoriałem zespołu The Beatles (4 drzewa poświęcone członkom zespołu, posadzone w 2010) i przedstawiający przytulonych do siebie matkę i syna pomnik poległych żołnierzy pochodzących z obwodu królewieckiego (Węgry 1956, Czechosłowacja 1968, Angola 1975–1979, Chiny 1924–1953, Korea Północna 1950–1953, Mozambik 1967–1979, Czeczenia 1994, 1996, 1997).

Szokującym pomnikiem, który de facto stał się symbolem minionej epoki miasta, jest budowany w latach 1973–1988 w miejscu najpierw uszkodzonego w 1945, a następnie burzonego sukcesywnie w latach 1967–1969 Zamku Królewskiego, niedokończony 16-piętrowy tzw. Dom Rad (Дом советов). Powodem wstrzymania prac były problemy z jego statyką (niezinwentaryzowane piwnice itd.). Inwestorem były władze obwodowe i miejskie. W latach dziewięćdziesiątych został sprywatyzowany.
W 2006 podjęto prace nad częściową rekonstrukcją historycznego centrum miasta.
W II dekadzie XXI w. na wyspie Oktiabrskij (Wyspa Październikowa), popularnie zwanej przedwojenną nazwą Lomse, dla potrzeb mundialu zbudowano Stadion Kaliningrad na 35 tys. miejsc.
8 listopada 2018, w 80. rocznicę nocy kryształowej, otwarto przybliżoną rekonstrukcję gmachu Nowej Synagogi.
Królewiec jest portem macierzystym żaglowca STS Kruzensztern.

## Okolice miasta
W bezpośrednim sąsiedztwie Królewca zachowały się w różnym stanie interesujące zabytki, m.in.:
- kościół gotycki z XIII w. i zamek kapituły sambijskiej w Gurjewsku (Neuhausen)
- gotycki kościół św. Katarzyny z 1320 w Marjino (Arnau)
- dwór klasycystyczny w Rodnikach
- ruiny kościoła św. Barbary w Chrabrowie (Powunden)
- zamek krzyżacki z XIV w., przebudowany w XIX w. na pałac w Nizowjem (Waldau)
- ruiny kościoła i zamku krzyżackiego w Uszakowie (niem. Brandenburg, pol. Pokarmin)
- obszary krajobrazowe: Zalew Wiślany i dolina Pregoły

## Militaria

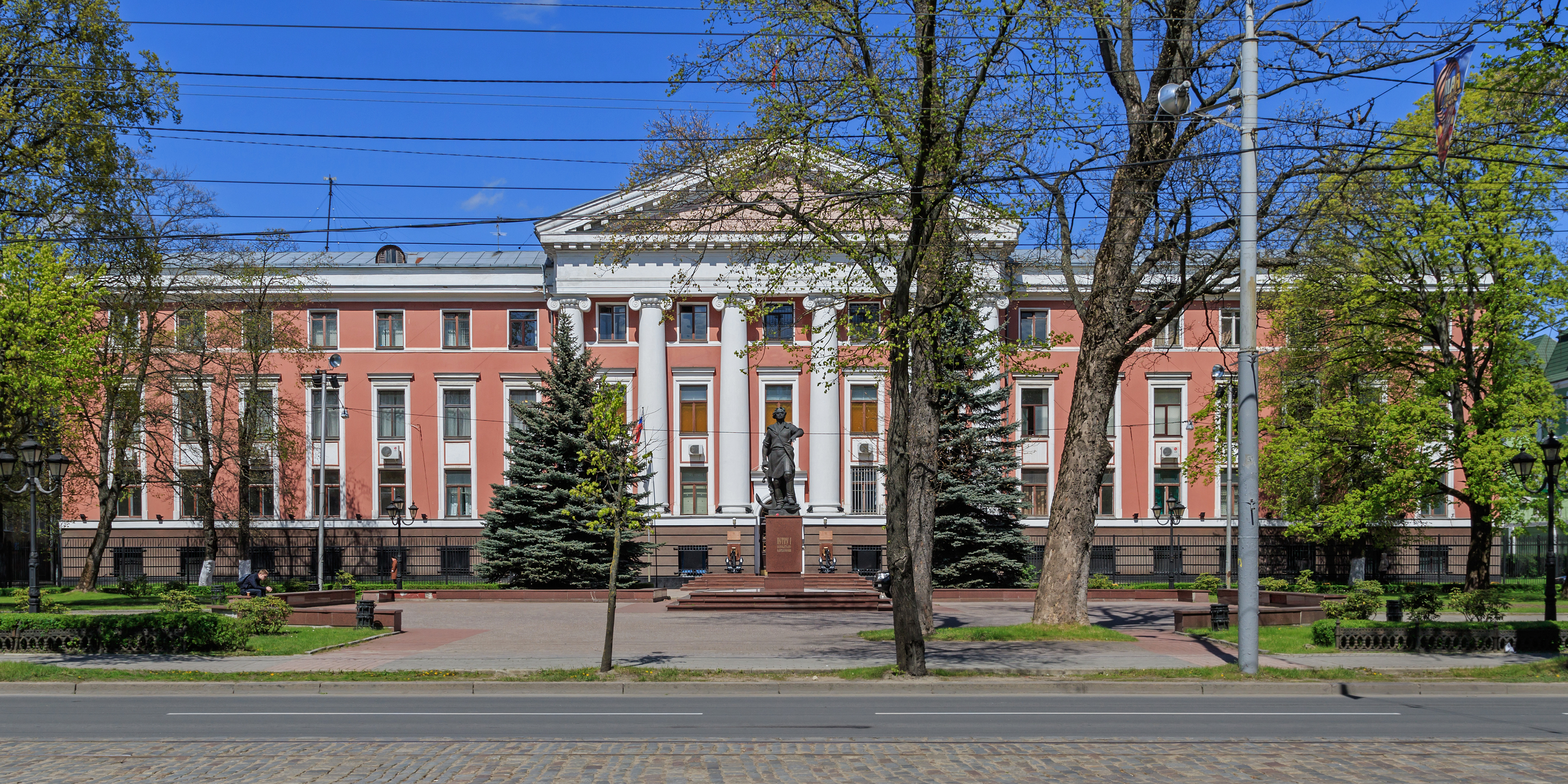
Gmach dowództwa Floty Bałtyckiej

W mieście swoją siedzibę ma dowództwo Floty Bałtyckiej (Балтфлот), przy ul. Grekowa 2 (Грекова). Jej dowódca pełni również funkcję zwierzchnika wszystkich jednostek wojskowych w obwodzie, dowodząc jednocześnie chroniącym ją Królewieckim Rejonem Obronnym. Wśród kilkunastu jednostek wojskowych w Królewcu mieści się też Bałtycki Instytut Wojskowo-Morski (Балтийский военно-морской институт).
- 5,3 km od centrum na płd.-zach. mieści się pierwsze lotnisko wojskowe w Królewcu – Małe Isakowo (ros.: Малое Исаково, niem.: Devau), siedziba miejscowego aeroklubu.
- 7 km od centrum, w miejscowości Czkałowsk (ros.: Чкаловск, niem.: Tannenwalde), Niemcy zlokalizowali w 1935 największą bazę lotniczą w obecnym obwodzie, aktualnie już w granicach administracyjnych rozrastającego się miasta.
- 15 km od centrum, w pow. Bagrationowsk, znajduje się lotnisko Niwienskoje (ros.: Нивенское, niem.: Wittenberg (bei Tharau)), nieczynne.
- 24 km od centrum, w pow. Gurjewsk zlokalizowano lotnisko wojskowe Chrabrowo (ros.: Храброво, niem.: Powunden), obecnie pełniące głównie rolę cywilnego portu lotniczego.

## Gospodarka
Obecnie największe zakłady:
- Nadbałtycka Stocznia Jantar (Прибалтийский судостроительный завод Янтарь), (b. stocznia Schichau),
- Kaliningradzki Zakład Budowy Wagonów (Калининградский вагоностроительный завод) (powstały jako firma Steinfurt w 1830),
- Zakłady Produkcji Samochodów Awtotor (автомобилестроительное предприятие Автотор), produkujące samochody na licencjach BMW, Kia i General Motors.

## Transport

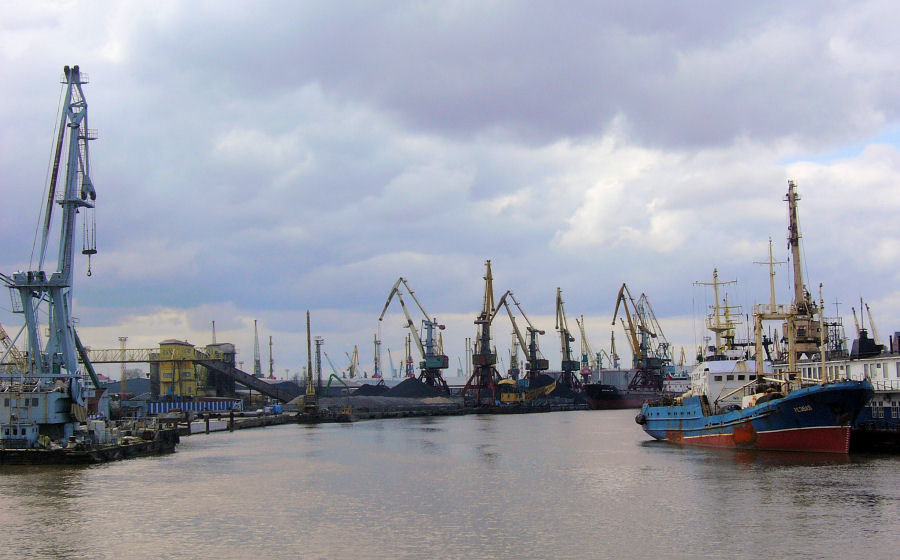
Port w Królewcu

- Tramwaje w Królewcu

### Transport morski
Obszar portowy Królewca dzieli się na trzy części:
- Port morski
- Port rybacki
- Terminal naftowy

### Transport kolejowy

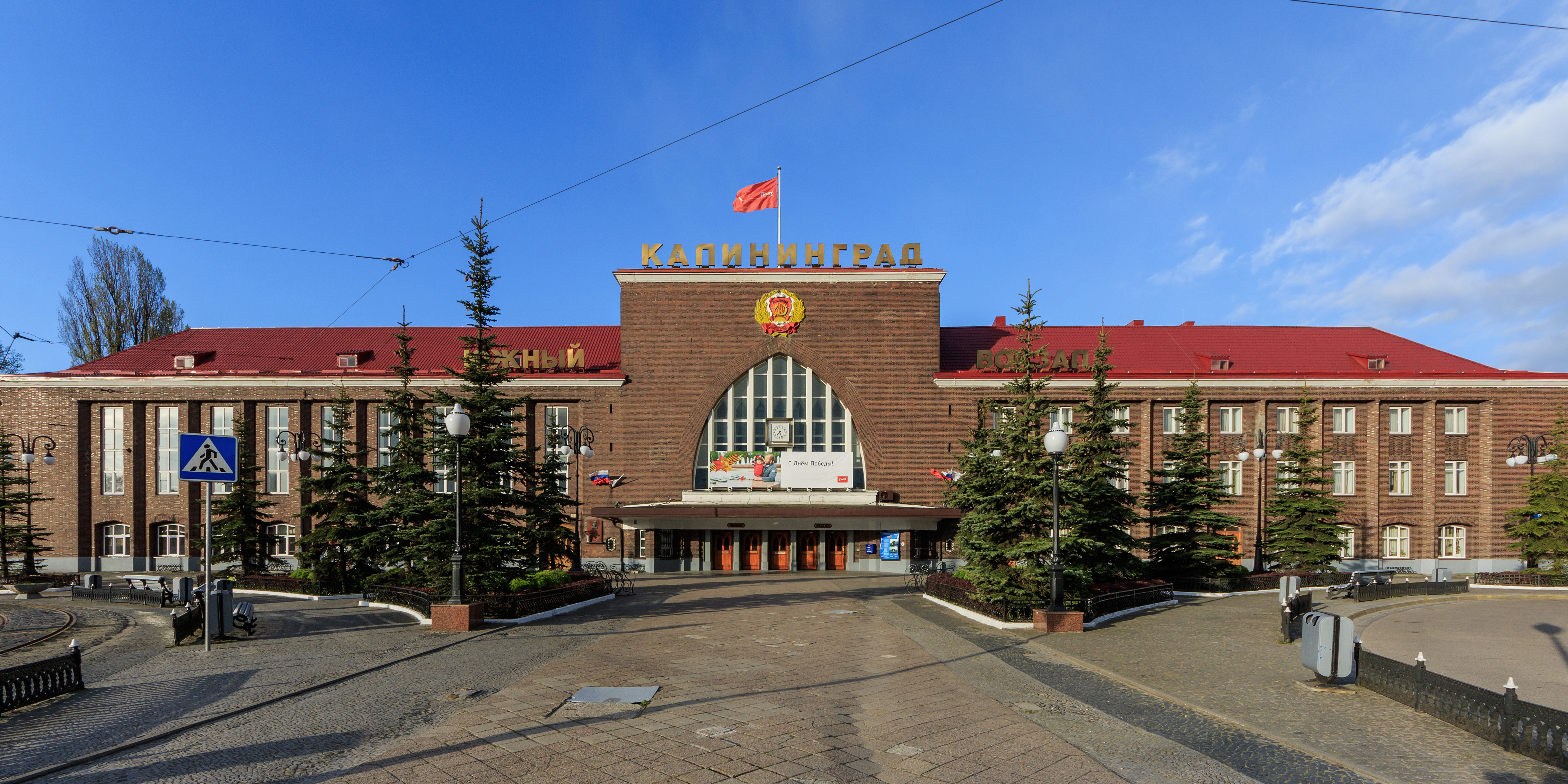
Kaliningrad Południowy – główna stacja kolejowa

W mieście znajdują się stacje kolejowe:
- Kaliningrad-Passażyrskij (Południowy)
- Kaliningrad Północny

W Królewcu siedzibę ma dyrekcja okręgowa Kolei Rosyjskich (Калининградская железная дорога – KЖД), eksploatująca sieć linii o łącznej długości 617,7 km i zatrudniająca 4540 pracowników (2009). Funkcjonują bezpośrednie połączenia kolejowe Królewca z: Adlerem, Czelabińskiem, Moskwą, Sankt Petersburgiem, większość przez Wilno i Mińsk.

### Transport lotniczy
- Królewiec dysponuje położonym 24 km na północ portem lotniczym.
- Baza lotnicza Kaliningrad Czkałowsk.
- KD Avia – była linia lotnicza.

W 1919 w Królewcu uruchomiono pierwszy w Niemczech cywilny port lotniczy Devau. W 1921 otwarto połączenie lotnicze Berlin – Gdańsk – Królewiec – Kłajpeda – Ryga, w 1923 przedłużono je do Tallinna, a w 1924 do Helsinek; inny przewoźnik w 1922 rozpoczął loty na trasie Królewiec – Ryga – Moskwa. 27 stycznia 1945 z tego miejsca odleciał z Królewca ostatni niemiecki samolot Ju-52 z 40 pasażerami. Obecnie lotnisko, nazwane oficjalnie Małym Isakowem (Малое Исаково), a popularnie Devau (Девау), jest siedzibą miejscowego aeroklubu.

## Uczelnie

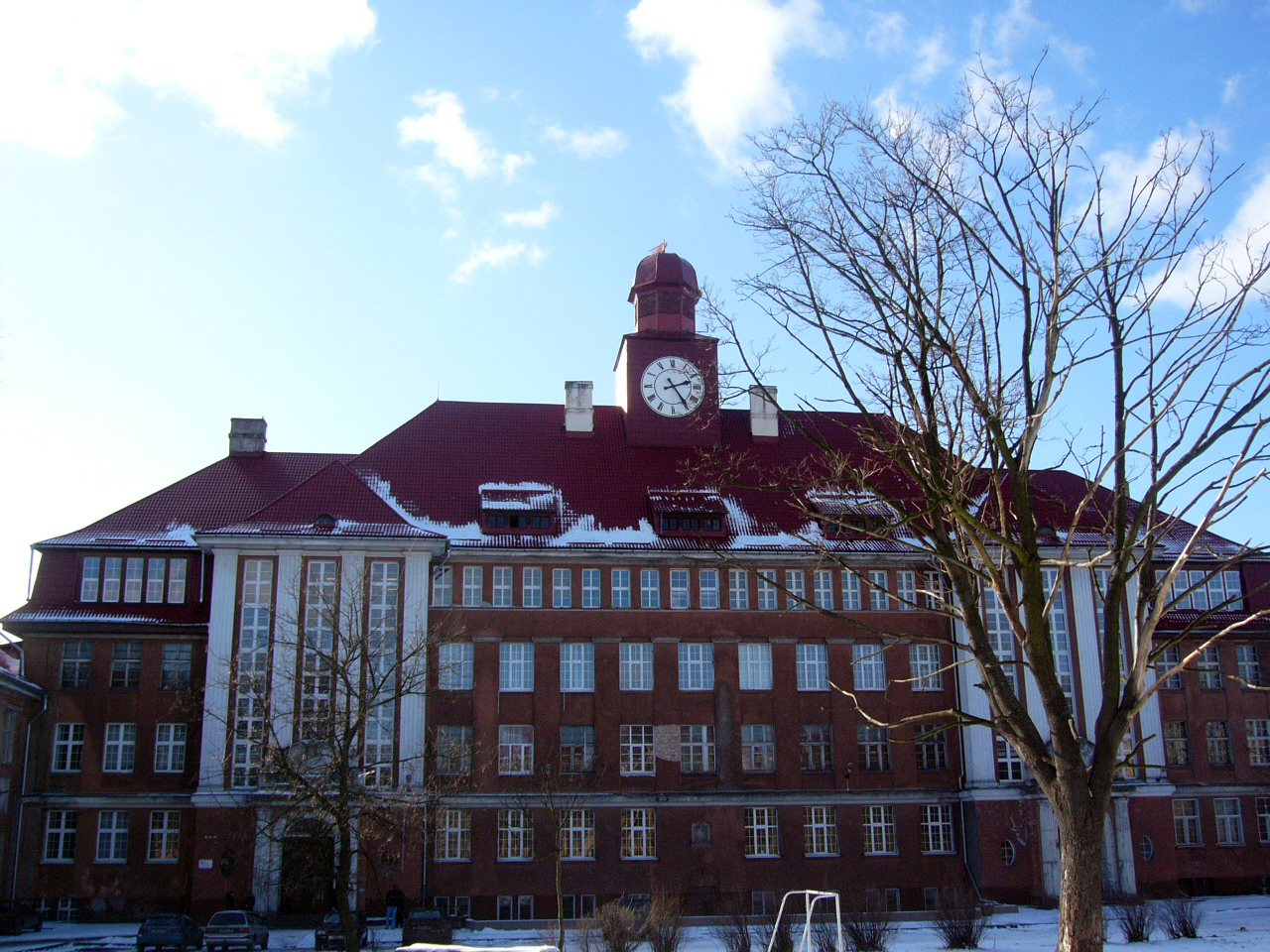
Budynek nr 4 Bałtyckiego Uniwersytetu Federalnego im. Kanta

Obecnie w mieście działa 21 szkół wyższych. Najważniejsze z nich:
- Bałtycki Uniwersytet Federalny im. Immanuela Kanta (Балтийский федеральный университет имени Иммануила Канта), dawniej Rosyjski Uniwersytet Państwowy im. Immanuela Kanta,
- Bałtycka Akademia Państwowa (Балтийская государственная академия),
- Kaliningradzki Państwowy Uniwersytet Techniczny (Калининградский государственный технический университет), wcześniej Kaliningradzki Techniczny Instytut Przemysłu Rybnego i Gospodarki (Калининградский технический институт рыбной промышленности и хозяйства),
- Bałtycki Instytut Wojskowo-Morski (Балтийский военно-морской институт),
- Kaliningradzki Wojskowy Instytut Federalnej Służby Pogranicza Federacji Rosyjskiej (Калининградский военный институт федеральной пограничной службы РФ).

## Sport

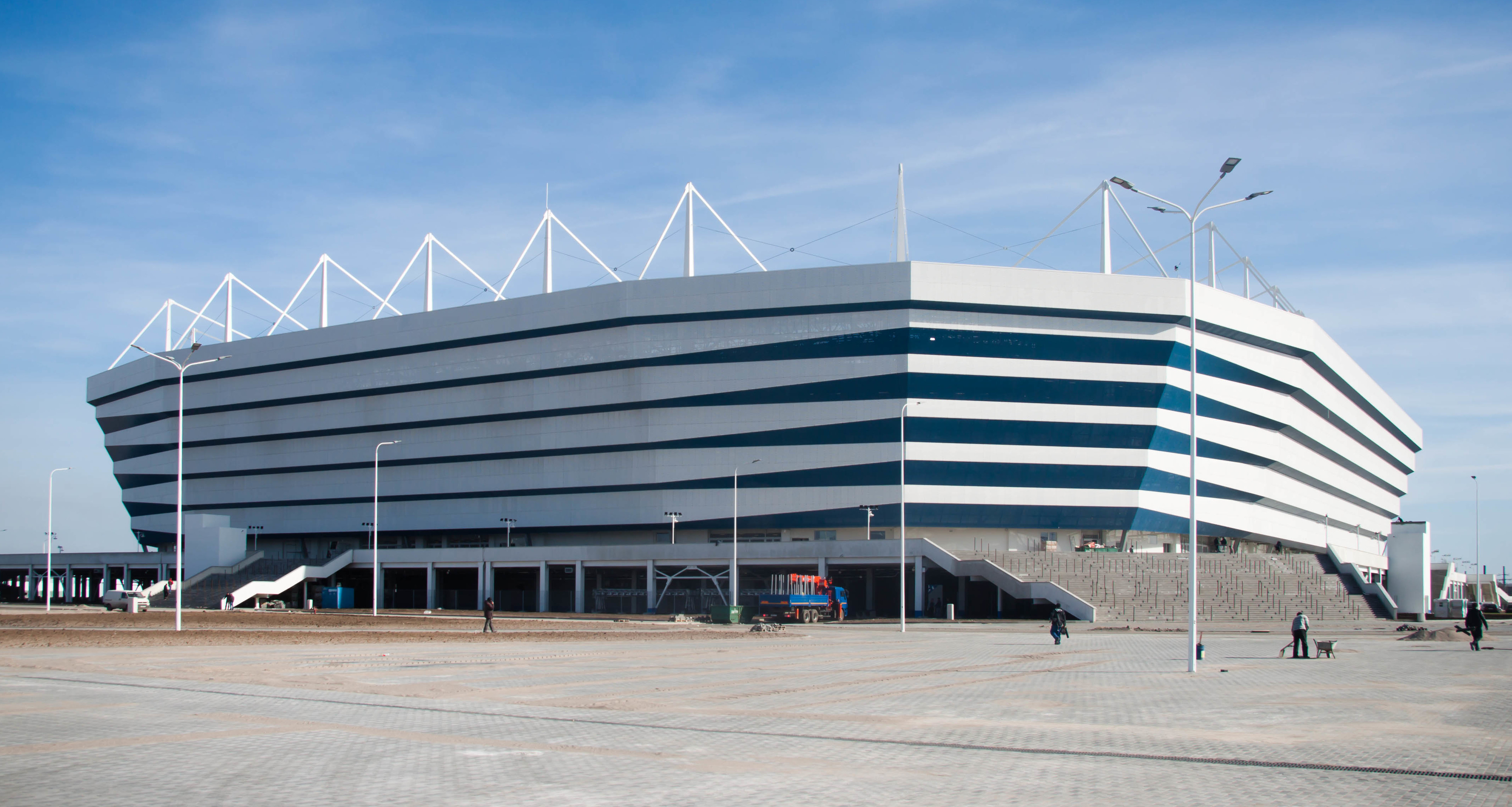
Stadion piłkarski

- Dinamo-Jantar Kaliningrad – klub piłki siatkowej mężczyzn i kobiet
- Bałtika Kaliningrad – klub piłkarski
- Kaliningrad Amber Hawks(inne języki) – klub futbolu amerykańskiego występujący gościnnie w polskiej lidze

## Miasta partnerskie
- Kilonia, Niemcy
- Groningen, Holandia
- Malmö, Szwecja
- Norfolk, Stany Zjednoczone
- Meksyk, Meksyk
- Kłajpeda, Litwa